# Youth With You 2
Youth With You 2 (chinês: 青春有你 2; pinyin: Qīngchūn yǒu nǐ 2) é a terceira temporada do programa Idol Producer, lançada em 12 de março de 2020 na iQIYI. O programa é apresentado por Cai Xukun, juntamente com Lisa, Jony J e Ella Chen como mentores. O programa contou inicialmente com 109 trainees femininas das quais nove foram selecionadas por voto dos espectadores para formar o grupo temporário The9.

## Mentores

### Principais
- Cai Xukun — Representante dos Youth Producers (telespectadores) / Apresentador
- Lisa — Mentora de dança
- Ella — Mentora de canto
- Jony J — Mentor de rap

### Temporários
- Yoga Lin - Mentor X
- Silence Wang - Mentor X
- Alicia (Yang Tianzhen) - Mentora X

## Participantes
Legenda
- Deixou o programa
- Top 9 da semana
- Top 9 da semana [Votação da audiência]
- Eliminada nos Episódios 9 e 10
- Eliminada no Episódio 16

- Eliminada no Episódio 20

- Eliminada no Episódio 23

- Integrante do THE9

| Empresa                                                      | Nome                                           | Avaliação dos mentores | Avaliação dos mentores | Avaliação dos mentores | Classificações    | Classificações    | Classificações    | Classificações           | Classificações    | Classificações    | Classificações    | Classificações           | Classificações    | Classificações    | Classificações           | Classificações    | Classificações    | Classificações    | Classificações    | Classificações |
| Empresa                                                      | Nome                                           | 1                      | 2                      | 3                      | E02               | E04               | E06               | E07 (Votos da audiência) | E09 + E10         | E09 + E10         | E12               | E13 (Votos da audiência) | E16               | E16               | E18 (Votos da audiência) | E20               | E20               | E23               | E23               | #              |
| Empresa                                                      | Nome                                           | 1                      | 2                      | 3                      | #                 | #                 | #                 | #                        | #                 | Votos             | #                 | #                        | #                 | Votos             | #                        | #                 | Votos             | #                 | Votos             | #              |
| ------------------------------------------------------------ | ---------------------------------------------- | ---------------------- | ---------------------- | ---------------------- | ----------------- | ----------------- | ----------------- | ------------------------ | ----------------- | ----------------- | ----------------- | ------------------------ | ----------------- | ----------------- | ------------------------ | ----------------- | ----------------- | ----------------- | ----------------- | -------------- |
| Trainees individuais                                         | Jue Chen / Chen Jue (陈珏)                     | B                      | D                      | D                      | 3                 | 3                 | 4                 | 59                       | 6                 | 15.674.669        | 23                | 43                       | 34                | 5.766.709         | 28                       | Eliminada         | Eliminada         | Eliminada         | Eliminada         | 31             |
| Trainees individuais                                         | GoGo Gou / Gou Xueying (勾雪莹)1, 22, 23       | B                      | F                      | B                      | 34                | 39                | 34                | 75                       | 34                | 3.160.007         | 42                | 33                       | Eliminada         | Eliminada         | Eliminada                | Eliminada         | Eliminada         | Eliminada         | Eliminada         | 48             |
| Trainees individuais                                         | Victoria Li / Li Yichen (李依宸)20             | F                      | B                      | D                      | 63                | 42                | 45                | 17                       | 38                | 2.979.986         | 44                | 40                       | Eliminada         | Eliminada         | Eliminada                | Eliminada         | Eliminada         | Eliminada         | Eliminada         | 37             |
| Trainees individuais                                         | Ranee Wang / Wang Wanchen (王婉辰)             | D                      | D                      | D                      | 100               | 57                | 52                | 57                       | 48                | 1.868.902         | 58                | 57                       | Eliminada         | Eliminada         | Eliminada                | Eliminada         | Eliminada         | Eliminada         | Eliminada         | 59             |
| Trainees individuais                                         | Zoe Wang / Wang Xinyu (王欣宇)                 | C                      | A                      | B                      | 6                 | 9                 | 14                | 2                        | 18                | 6.571.917         | 48                | 49                       | Eliminada         | Eliminada         | Eliminada                | Eliminada         | Eliminada         | Eliminada         | Eliminada         | 52             |
| Trainees individuais                                         | Yan Xia / Xia Yan (夏研)                       | B                      | F                      | C                      | 67                | 30                | 15                | 108                      | 16                | 7.692.316         | 28                | 39                       | Eliminada         | Eliminada         | Eliminada                | Eliminada         | Eliminada         | Eliminada         | Eliminada         | 43             |
| Trainees individuais                                         | Pumpkin Xu / Xu Baiyi (徐百仪)                 | B                      | F                      | D                      | 107               | 77                | 90                | 106                      | Eliminada         | Eliminada         | Eliminada         | Eliminada                | Eliminada         | Eliminada         | Eliminada                | Eliminada         | Eliminada         | Eliminada         | Eliminada         | 107-61         |
| Trainees individuais                                         | Bunny Zhang / Zhang Chuhan (张楚寒)1, 27       | B                      | D                      | A                      | 27                | 41                | 29                | 46                       | 22                | 4.881.792         | 24                | 34                       | 27                | 6.105.616         | 23                       | Eliminada         | Eliminada         | Eliminada         | Eliminada         | 27             |
| Trainees individuais                                         | Shujun Ma / Ma Shujun (马蜀君)                 | B                      | C                      | A                      | 25                | 36                | 40                | 25                       | 44                | 2.099.233         | 47                | 47                       | Eliminada         | Eliminada         | Eliminada                | Eliminada         | Eliminada         | Eliminada         | Eliminada         | 51             |
| Ladybees Multimedia (姊妹淘)                                 | Yeong Quan / Quan Xiaoying (权笑迎)12          | C                      | D                      | F                      | 85                | 99                | 105               | 49                       | Eliminada         | Eliminada         | Eliminada         | Eliminada                | Eliminada         | Eliminada         | Eliminada                | Eliminada         | Eliminada         | Eliminada         | Eliminada         | 107-61         |
| AMG Asian Music Group (AMG亚洲音乐集团)                      | Xin Liu / Liu Yuxin (刘雨昕)8                  | A                      | B                      | A                      | 23                | 16                | 11                | 12                       | 8                 | 13.103.742        | 6                 | 1                        | 2                 | 19.881.885        | 1                        | 1                 | 9.269.840         | 1                 | 17.359.242        | 1              |
| Bymoon Entertainment (百沐娱乐)                              | Juicy Zuo / Zuo Zhuo (左卓)                    | C                      | C                      | D                      | 52                | 48                | 62                | 28                       | 50                | 1.697.229         | 39                | 19                       | 35                | 5.731.387         | 28                       | Eliminada         | Eliminada         | Eliminada         | Eliminada         | 29             |
| Banana Entertainment (香蕉娱乐)                              | Huibo Lin / Lin Huibo (林慧博)                 | B                      | C                      | B                      | 96                | 103               | 103               | 26                       | Eliminada         | Eliminada         | Eliminada         | Eliminada                | Eliminada         | Eliminada         | Eliminada                | Eliminada         | Eliminada         | Eliminada         | Eliminada         | 107-61         |
| Banana Entertainment (香蕉娱乐)                              | Ziyi Du / Du Ziyi (杜紫怡)                     | C                      | F                      | F                      | 81                | 102               | 104               | 99                       | Eliminada         | Eliminada         | Eliminada         | Eliminada                | Eliminada         | Eliminada         | Eliminada                | Eliminada         | Eliminada         | Eliminada         | Eliminada         | 107-61         |
| Banana Entertainment (香蕉娱乐)                              | Qinrou Su / Su Qinrou (粟钦柔)                 | D                      | D                      | D                      | 83                | 78                | 85                | 61                       | Eliminada         | Eliminada         | Eliminada         | Eliminada                | Eliminada         | Eliminada         | Eliminada                | Eliminada         | Eliminada         | Eliminada         | Eliminada         | 107-61         |
| Banana Entertainment (香蕉娱乐)                              | Sophia Wang / Wang Shuhui (王姝慧)             | B                      | F                      | B                      | 57                | 60                | 61                | 72                       | Eliminada         | Eliminada         | Eliminada         | Eliminada                | Eliminada         | Eliminada         | Eliminada                | Eliminada         | Eliminada         | Eliminada         | Eliminada         | 107-61         |
| South Fest (美丽南方)                                        | Eileen / Ai Lin (艾霖)                         | D                      | F                      | F                      | 55                | 88                | 100               | 106                      | Eliminada         | Eliminada         | Eliminada         | Eliminada                | Eliminada         | Eliminada         | Eliminada                | Eliminada         | Eliminada         | Eliminada         | Eliminada         | 107-61         |
| J N E R A (嘉纳盛世)                                         | Shaking / Xie Keyin (谢可寅)19, 23, 26         | B                      | A                      | A                      | 32                | 44                | 13                | 1                        | 7                 | 15.550.407        | 3                 | 8                        | 4                 | 18.730.191        | 8                        | 9                 | 2.266.826         | 5                 | 6.826.411         | 5              |
| M.Nation (辰星娱乐)                                          | Meddhi Fu / Fu Ruqiao (傅如乔)                 | B                      | D                      | C                      | 66                | 71                | 33                | 70                       | 23                | 4.526.937         | 25                | 29                       | 32                | 5.836.290         | 33                       | Eliminada         | Eliminada         | Eliminada         | Eliminada         | 33             |
| Cool Young Entertainment (酷漾娱乐)                          | Flora Dai / Dai Yanni (戴燕妮)21               | A                      | B                      | B                      | 33                | 38                | 38                | 21                       | 27                | 3.922.698         | 18                | 17                       | 17                | 7.837.502         | 23                       | 19                | 1.524.942         | 20                | 425,660           | 20             |
| Mon Young Pictures (萌样影视)                                | Xiaowei Duan / Duan Xiaowei (段小薇)           | A                      | D                      | D                      | 44                | 40                | 42                | 43                       | 60                | 1.440.421         | 55                | 49                       | Eliminada         | Eliminada         | Eliminada                | Eliminada         | Eliminada         | Eliminada         | Eliminada         | 54             |
| Mon Young Pictures (萌样影视)                                | Kiki Wei / Wei Qiqi (魏奇奇)                   | B                      | F                      | C                      | 78                | 73                | 78                | 75                       | Eliminada         | Eliminada         | Eliminada         | Eliminada                | Eliminada         | Eliminada         | Eliminada                | Eliminada         | Eliminada         | Eliminada         | Eliminada         | 107-61         |
| D.Wang Entertainment (大王娱乐)                              | Yvonne Wang / Wang Qing (王清)                 | A                      | F                      | C                      | 69                | 15                | 16                | 90                       | 17                | 6.903.303         | 31                | 36                       | Eliminada         | Eliminada         | Eliminada                | Eliminada         | Eliminada         | Eliminada         | Eliminada         | 45             |
| D.Wang Entertainment (大王娱乐)                              | Yu Zhang / Zhang Yu (张钰)                     | B                      | B                      | C                      | 59                | 13                | 12                | 10                       | 13                | 9.761.397         | 17                | 45                       | 28                | 5.999.903         | 16                       | Eliminada         | Eliminada         | Eliminada         | Eliminada         | 32             |
| One Cool Jasco (天加一)                                      | Eva Yao / Yao Yifan (姚依凡)                   | F                      | F                      | D                      | 106               | 82                | 96                | 91                       | Eliminada         | Eliminada         | Eliminada         | Eliminada                | Eliminada         | Eliminada         | Eliminada                | Eliminada         | Eliminada         | Eliminada         | Eliminada         | 107-61         |
| One Cool Jasco (天加一)                                      | Jennifer Zhou / Zhou Ziqian (周梓倩)23, 24     | C                      | C                      | F                      | 38                | 53                | 57                | 36                       | Eliminada         | Eliminada         | Eliminada         | Eliminada                | Eliminada         | Eliminada         | Eliminada                | Eliminada         | Eliminada         | Eliminada         | Eliminada         | 107-61         |
| Digital Mars Entertainment (火星数娱)                        | Luna Qin / Qin Niu Zhengwei (秦牛正威)         | D                      | C                      | F                      | 16                | 27                | 39                | 22                       | 43                | 2.296.250         | 49                | 36                       | Eliminada         | Eliminada         | Eliminada                | Eliminada         | Eliminada         | Eliminada         | Eliminada         | 42             |
| Digital Mars Entertainment (火星数娱)                        | ET / Yang Yutong (杨宇彤)                      | C                      | A                      | C                      | 101               | 98                | 94                | 7                        | Eliminada         | Eliminada         | Eliminada         | Eliminada                | Eliminada         | Eliminada         | Eliminada                | Eliminada         | Eliminada         | Eliminada         | Eliminada         | 107-61         |
| Encore Music (梦想青春音乐)                                  | Manxin Cheng / Cheng Manxin (程曼鑫)           | D                      | B                      | C                      | 58                | 43                | 55                | 20                       | Eliminada         | Eliminada         | Eliminada         | Eliminada                | Eliminada         | Eliminada         | Eliminada                | Eliminada         | Eliminada         | Eliminada         | Eliminada         | 107-61         |
| Feibao Media (飞宝传媒)                                      | Rio Wang / Wang Rui (汪睿)18                   | D                      | F                      | C                      | 76                | 74                | 87                | 73                       | Eliminada         | Eliminada         | Eliminada         | Eliminada                | Eliminada         | Eliminada         | Eliminada                | Eliminada         | Eliminada         | Eliminada         | Eliminada         | 107-61         |
| Hot Idol (好好榜样)                                          | Yaoyao Wang / Wang Yaoyao (王瑶瑶)             | C                      | F                      | F                      | 86                | 106               | 91                | 102                      | Eliminada         | Eliminada         | Eliminada         | Eliminada                | Eliminada         | Eliminada         | Eliminada                | Eliminada         | Eliminada         | Eliminada         | Eliminada         | 107-61         |
| Hot Idol (好好榜样)                                          | Roada Xu / Xu Ziyin (徐紫茵)                   | B                      | D                      | D                      | 60                | 49                | 48                | 50                       | 29                | 3.781.068         | 36                | 30                       | 19                | 7.121.596         | 19                       | 16                | 1.596.906         | 18                | 663,681           | 18             |
| Alliance Art Group (合纵文化)                                | Bing Shen / Shen Bing (申冰)                   | C                      | F                      | D                      | 64                | 75                | Deixou o programa | 94                       | Deixou o programa | Deixou o programa | Deixou o programa | Deixou o programa        | Deixou o programa | Deixou o programa | Deixou o programa        | Deixou o programa | Deixou o programa | Deixou o programa | Deixou o programa | 108            |
| Alliance Art Group (合纵文化)                                | Qing Shen / Shen Qing (申清)                   | C                      | F                      | F                      | 80                | 89                | 98                | 99                       | Eliminada         | Eliminada         | Eliminada         | Eliminada                | Eliminada         | Eliminada         | Eliminada                | Eliminada         | Eliminada         | Eliminada         | Eliminada         | 107-61         |
| Alliance Art Group (合纵文化)                                | Yu Shen / Shen Yu (申玉)                       | C                      | F                      | F                      | 77                | 83                | 95                | 102                      | Eliminada         | Eliminada         | Eliminada         | Eliminada                | Eliminada         | Eliminada         | Eliminada                | Eliminada         | Eliminada         | Eliminada         | Eliminada         | 107-61         |
| Alliance Art Group (合纵文化)                                | Jie Shen / Shen Jie (申洁)                     | C                      | C                      | C                      | 82                | 90                | 99                | 24                       | Eliminada         | Eliminada         | Eliminada         | Eliminada                | Eliminada         | Eliminada         | Eliminada                | Eliminada         | Eliminada         | Eliminada         | Eliminada         | 107-61         |
| Hedgehog Brothers Entertainment (刺猬兄弟)                   | Hamy He / He Meiyan (何美延)17                 | B                      | D                      | D                      | 40                | 56                | 70                | 44                       | Eliminada         | Eliminada         | Eliminada         | Eliminada                | Eliminada         | Eliminada         | Eliminada                | Eliminada         | Eliminada         | Eliminada         | Eliminada         | 107-61         |
| Hippo Film (河马影业)                                        | Sunny Jin / Jin Yangyang (靳阳阳)              | D                      | D                      | D                      | 49                | 64                | 63                | 62                       | 42                | 2.392.191         | 57                | 49                       | Eliminada         | Eliminada         | Eliminada                | Eliminada         | Eliminada         | Eliminada         | Eliminada         | 57             |
| Hippo Film (河马影业)                                        | Monster Sun / Sun Meinan (孙美楠)              | C                      | D                      | F                      | 105               | 92                | 93                | 64                       | 58                | 1.484.155         | 59                | 59                       | Eliminada         | Eliminada         | Eliminada                | Eliminada         | Eliminada         | Eliminada         | Eliminada         | 55             |
| Hippo Film (河马影业)                                        | Zizi Xu / Xu Zhenzhen (徐轸轸)                 | C                      | C                      | D                      | 104               | 94                | 50                | 27                       | 40                | 2.939.084         | 54                | 49                       | Eliminada         | Eliminada         | Eliminada                | Eliminada         | Eliminada         | Eliminada         | Eliminada         | 36             |
| Hippo Film (河马影业)                                        | Menglu Zhang / Zhang Menglu (张梦露)           | D                      | F                      | F                      | 84                | 107               | 66                | 97                       | 56                | 1.521.792         | 60                | 57                       | Eliminada         | Eliminada         | Eliminada                | Eliminada         | Eliminada         | Eliminada         | Eliminada         | 60             |
| Huace Pictures (华策影视)                                    | Esther Yu / Yu Shuxin (虞书欣)                 | D                      | D                      | D                      | 1                 | 1                 | 1                 | 48                       | 1                 | 33.686.071        | 1                 | 5                        | 1                 | 24.753.946        | 3                        | 2                 | 7.247.276         | 2                 | 12.963.420        | 2              |
| Huayi Brothers (华谊兄弟时尚)                                | Uah Liu / Liu Yanan (刘亚楠)                   | D                      | D                      | D                      | 93                | 87                | 89                | 67                       | Eliminada         | Eliminada         | Eliminada         | Eliminada                | Eliminada         | Eliminada         | Eliminada                | Eliminada         | Eliminada         | Eliminada         | Eliminada         | 107-61         |
| Love & Peace (鹭蒲印象)                                      | Aishah / A Yisha (阿依莎)                      | F                      | F                      | F                      | 54                | 91                | 101               | 86                       | Eliminada         | Eliminada         | Eliminada         | Eliminada                | Eliminada         | Eliminada         | Eliminada                | Eliminada         | Eliminada         | Eliminada         | Eliminada         | 107-61         |
| Joinhall Media (嘉纳盛世)                                    | Yan Yu / Yu Yan (喻言)23                       | A                      | A                      | A                      | 30                | 31                | 21                | 8                        | 15                | 8.474.607         | 4                 | 4                        | 3                 | 18.877.092        | 2                        | 3                 | 3.744.958         | 4                 | 7.198.164         | 4              |
| Jaywalk Newjoy (嘉行新悦)                                    | Poppy Liu / Liu Haihan (刘海涵)                | D                      | F                      | D                      | 102               | 97                | 106               | 83                       | Eliminada         | Eliminada         | Eliminada         | Eliminada                | Eliminada         | Eliminada         | Eliminada                | Eliminada         | Eliminada         | Eliminada         | Eliminada         | 107-61         |
| Jaywalk Newjoy (嘉行新悦)                                    | Tonkey / Tang Keyi (唐珂伊)                    | D                      | F                      | D                      | 92                | 105               | 97                | 88                       | Eliminada         | Eliminada         | Eliminada         | Eliminada                | Eliminada         | Eliminada         | Eliminada                | Eliminada         | Eliminada         | Eliminada         | Eliminada         | 107-61         |
| Jaywalk Newjoy (嘉行新悦)                                    | Yealy Wang / Wang Yale (王雅乐)                | C                      | F                      | F                      | 91                | 80                | 79                | 80                       | Eliminada         | Eliminada         | Eliminada         | Eliminada                | Eliminada         | Eliminada         | Eliminada                | Eliminada         | Eliminada         | Eliminada         | Eliminada         | 107-61         |
| Jaywalk Newjoy (嘉行新悦)                                    | Bubble Zhu / Zhu Linyu (朱林雨)                | C                      | C                      | B                      | 62                | 58                | 47                | 35                       | 45                | 2.028.777         | 34                | 21                       | 31                | 5.875.621         | 28                       | Eliminada         | Eliminada         | Eliminada         | Eliminada         | 34             |
| Lionheart Entertainment (莱恩娱乐)                           | Kelly Lin / Lin Weixi (林韦希)                 | C                      | F                      | B                      | 28                | 47                | 56                | 95                       | Eliminada         | Eliminada         | Eliminada         | Eliminada                | Eliminada         | Eliminada         | Eliminada                | Eliminada         | Eliminada         | Eliminada         | Eliminada         | 107-61         |
| Lehui Media (乐辉文化)                                       | Jacqueline Zhang / Zhang Tianxin (张天馨)      | B                      | C                      | C                      | 103               | 96                | 107               | 36                       | Eliminada         | Eliminada         | Eliminada         | Eliminada                | Eliminada         | Eliminada         | Eliminada                | Eliminada         | Eliminada         | Eliminada         | Eliminada         | 107-61         |
| Good@ Media (点赞传播)                                       | Hana Lin / Lin Xiaozhai (林小宅)               | F                      | D                      | D                      | 18                | 26                | 31                | 52                       | 31                | 3.604.200         | 21                | 54                       | 33                | 5.828.420         | 28                       | Eliminada         | Eliminada         | Eliminada         | Eliminada         | 35             |
| Maninquin Entertainment (麦尼肯娱乐)                         | Joey Chua / Cai Zhuoyi (蔡卓宜)                | F                      | B                      | D                      | 5                 | 5                 | 7                 | 14                       | 11                | 11.676.005        | 16                | 40                       | 26                | 6.137.060         | 35                       | Eliminada         | Eliminada         | Eliminada         | Eliminada         | 25             |
| Mountain Top Entertainment (泰洋川禾)                        | Snow Kong / Kong Xueer (孔雪儿)8               | A                      | C                      | B                      | 10                | 8                 | 9                 | 38                       | 9                 | 12.490.825        | 8                 | 12                       | 8                 | 15.081.039        | 6                        | 5                 | 3.023.912         | 8                 | 4.001.966         | 8              |
| Mountain Top Entertainment (泰洋川禾)                        | Xiaotang Zhao / Zhao Xiaotang (赵小棠)         | C                      | D                      | C                      | 61                | 10                | 3                 | 42                       | 3                 | 26.213.105        | 2                 | 16                       | 5                 | 16.934.529        | 11                       | 6                 | 2.910.490         | 7                 | 4.392.255         | 7              |
| M+ Entertainment (木加互娱)                                  | Yennis Huang / Huang Xinyuan (黄欣苑)          | B                      | F                      | D                      | 72                | 81                | 77                | 99                       | 51                | 1.666.425         | 53                | 56                       | Eliminada         | Eliminada         | Eliminada                | Eliminada         | Eliminada         | Eliminada         | Eliminada         | 58             |
| M+ Entertainment (木加互娱)                                  | Nikita Huang / Huang Yiming (黄一鸣)           | F                      | F                      | F                      | 70                | 93                | 80                | 75                       | Eliminada         | Eliminada         | Eliminada         | Eliminada                | Eliminada         | Eliminada         | Eliminada                | Eliminada         | Eliminada         | Eliminada         | Eliminada         | 107-61         |
| M+ Entertainment (木加互娱)                                  | Yuni Xiong / Xiong Yuqing (熊钰清)             | D                      | F                      | C                      | 95                | 100               | 86                | 75                       | Eliminada         | Eliminada         | Eliminada         | Eliminada                | Eliminada         | Eliminada         | Eliminada                | Eliminada         | Eliminada         | Eliminada         | Eliminada         | 107-61         |
| OACA (觉醒东方)                                              | Aurora / Wang Mengyu (王梦妤)3                 | B                      | F                      | D                      | 50                | 61                | 65                | 109                      | Eliminada         | Eliminada         | Eliminada         | Eliminada                | Eliminada         | Eliminada         | Eliminada                | Eliminada         | Eliminada         | Eliminada         | Eliminada         | 107-61         |
| OACA (觉醒东方)                                              | Lingzi Liu / Liu Lingzi (刘令姿)               | B                      | A                      | B                      | 39                | 28                | 36                | 6                        | 25                | 4.369.857         | 12                | 14                       | 10                | 12.475.771        | 13                       | 11                | 1.824.686         | 14                | 2,026,721         | 14             |
| OACA (觉醒东方)                                              | Milla / Mi La (米拉)                           | B                      | F                      | C                      | 87                | 101               | 102               | 104                      | Eliminada         | Eliminada         | Eliminada         | Eliminada                | Eliminada         | Eliminada         | Eliminada                | Eliminada         | Eliminada         | Eliminada         | Eliminada         | 107-61         |
| OACA (觉醒东方)                                              | Seven Zou / Zou Siyang (邹思扬)                | B                      | D                      | D                      | 90                | 70                | 58                | 65                       | Eliminada         | Eliminada         | Eliminada         | Eliminada                | Eliminada         | Eliminada         | Eliminada                | Eliminada         | Eliminada         | Eliminada         | Eliminada         | 107-61         |
| OACA (觉醒东方)                                              | Jenny Zeng / Zeng Keni (曾可妮)23, 25          | B                      | D                      | B                      | 42                | 32                | 37                | 53                       | 39                | 2.956.779         | 20                | 15                       | 16                | 7.950.632         | 12                       | 20                | 1.468.660         | 13                | 2,496,982         | 13             |
| Off/Shore Music (海盗音乐)                                   | Gia Jin / Jin Jiya (金吉雅)                    | C                      | D                      | F                      | 97                | 85                | 67                | 57                       | Eliminada         | Eliminada         | Eliminada         | Eliminada                | Eliminada         | Eliminada         | Eliminada                | Eliminada         | Eliminada         | Eliminada         | Eliminada         | 107-61         |
| Second Culture                                               | NaHo / Qi Sui (七穗)                           | F                      | D                      | B                      | 43                | 22                | 24                | 51                       | 28                | 3.824.899         | 40                | 8                        | Eliminada         | Eliminada         | Eliminada                | Eliminada         | Eliminada         | Eliminada         | Eliminada         | 41             |
| Show City Times (少城时代)                                   | Handong / Han Dong (韩东)2                     | C                      | F                      | D                      | 56                | 62                | 64                | 82                       | 59                | 1.474.778         | 56                | 49                       | Eliminada         | Eliminada         | Eliminada                | Eliminada         | Eliminada         | Eliminada         | Eliminada         | 56             |
| Show City Times (少城时代)                                   | BeeBee Huang / Huang Xiaoyun (黄小芸)          | D                      | C                      | D                      | 48                | 72                | 83                | 29                       | Eliminada         | Eliminada         | Eliminada         | Eliminada                | Eliminada         | Eliminada         | Eliminada                | Eliminada         | Eliminada         | Eliminada         | Eliminada         | 107-61         |
| Show City Times (少城时代)                                   | Shuyu Wei / Wei Shuyu (未书羽)                 | D                      | F                      | F                      | 89                | 108               | 75                | 105                      | Eliminada         | Eliminada         | Eliminada         | Eliminada                | Eliminada         | Eliminada         | Eliminada                | Eliminada         | Eliminada         | Eliminada         | Eliminada         | 107-61         |
| Show City Times (少城时代)                                   | Xinwen Xu / Xu Xinwen (许馨文)19               | B                      | A                      | B                      | 79                | 95                | 84                | 5                        | 57                | 1.494.488         | 29                | 30                       | 21                | 6.682.878         | 19                       | Eliminada         | Eliminada         | Eliminada         | Eliminada         | 28             |
| Shengyuan Inter Entertainment (圣元互娱)                     | Ruohang Feng / Feng Ruohang (冯若航)10         | B                      | F                      | D                      | 46                | 51                | 49                | 88                       | 47                | 1.910.418         | 38                | 43                       | Eliminada         | Eliminada         | Eliminada                | Eliminada         | Eliminada         | Eliminada         | Eliminada         | 44             |
| Shengyuan Inter Entertainment (圣元互娱)                     | Lynn Zhou / Zhou Lincong (周琳聪)10            | D                      | D                      | D                      | 98                | 76                | 74                | 65                       | Eliminada         | Eliminada         | Eliminada         | Eliminada                | Eliminada         | Eliminada         | Eliminada                | Eliminada         | Eliminada         | Eliminada         | Eliminada         | 107-61         |
| Shengyuan Inter Entertainment (圣元互娱)                     | Yichen Zha / Zha Yichen (查祎琛)10             | D                      | F                      | B                      | 75                | 69                | 71                | 83                       | Eliminada         | Eliminada         | Eliminada         | Eliminada                | Eliminada         | Eliminada         | Eliminada                | Eliminada         | Eliminada         | Eliminada         | Eliminada         | 107-61         |
| Channy Dynasty (诚利千代)                                    | Joy / Zhuoyi Namu (卓依娜姆)                   | C                      | F                      | C                      | 74                | 84                | 92                | 86                       | Eliminada         | Eliminada         | Eliminada         | Eliminada                | Eliminada         | Eliminada         | Eliminada                | Eliminada         | Eliminada         | Eliminada         | Eliminada         | 107-61         |
| Shanghai Star48 Culture Media Group SNH48 (丝芭传媒)         | DDD / Duan Yixuan (段艺璇)                     | D                      | C                      | C                      | 12                | 12                | 17                | 22                       | 19                | 6.036.152         | 15                | 28                       | 30                | 5.914.313         | 23                       | Eliminada         | Eliminada         | Eliminada         | Eliminada         | 24             |
| Shanghai Star48 Culture Media Group SNH48 (丝芭传媒)         | Air Su / Su Shanshan (苏杉杉)                  | D                      | D                      | F                      | 26                | 34                | 41                | 70                       | 46                | 1.951.266         | 43                | 30                       | Eliminada         | Eliminada         | Eliminada                | Eliminada         | Eliminada         | Eliminada         | Eliminada         | 40             |
| Shanghai Star48 Culture Media Group SNH48 (丝芭传媒)         | Momo / Mo Han (莫寒)4                          | D                      | B                      | D                      | 14                | 24                | 28                | 19                       | 35                | 3.114.838         | 45                | 24                       | 22                | 6.531.556         | 28                       | Eliminada         | Eliminada         | Eliminada         | Eliminada         | 22             |
| Shanghai Star48 Culture Media Group SNH48 (丝芭传媒)         | Qinyuan Fei / Fei Qinyuan (费沁源)6            | D                      | C                      | C                      | 13                | 14                | 23                | 40                       | 32                | 3.454.683         | 30                | 13                       | Eliminada         | Eliminada         | Eliminada                | Eliminada         | Eliminada         | Eliminada         | Eliminada         | 38             |
| Shanghai Star48 Culture Media Group SNH48 (丝芭传媒)         | Xinran Song / Song Xinran (宋昕冉)9            | D                      | B                      | D                      | 22                | 35                | 35                | 13                       | 36                | 3.024.908         | 22                | 22                       | 18                | 7.171.382         | 16                       | 18                | 1.526.422         | 19                | 527,806           | 19             |
| Shanghai Star48 Culture Media Group SNH48 (丝芭传媒)         | Three / Sun Rui (孙芮)4                        | D                      | D                      | F                      | 21                | 23                | 32                | 56                       | 33                | 3.180.838         | 19                | 10                       | 15                | 7.998.825         | 26                       | 17                | 1.575.423         | 17                | 888,626           | 17             |
| Shanghai Star48 Culture Media Group SNH48_7SENSES (丝芭传媒) | Diamond / Dai Meng (戴萌)5                     | B                      | C                      | C                      | 9                 | 11                | 18                | 29                       | 24                | 4.432.504         | 32                | 6                        | 20                | 6.781.500         | 19                       | 12                | 1.761.120         | 15                | 1,409,591         | 15             |
| Shanghai Star48 Culture Media Group SNH48_7SENSES (丝芭传媒) | Kiki Xu / Xu Jiaqi (许佳琪) 5                  | A                      | B                      | B                      | 2                 | 2                 | 2                 | 18                       | 2                 | 26.367.723        | 7                 | 2                        | 7                 | 16.302.745        | 4                        | 4                 | 3.116.652         | 3                 | 9.086.752         | 3              |
| Shanghai Star48 Culture Media Group SNH48_7SENSES (丝芭传媒) | Eliwa Xu / Xu Yang Yuzhuo (许杨玉琢)5          | C                      | B                      | B                      | 20                | 17                | 26                | 16                       | 37                | 3.011.918         | 26                | 45                       | 23                | 6.359.235         | 27                       | Eliminada         | Eliminada         | Eliminada         | Eliminada         | 30             |
| Shanghai Star48 Culture Media Group SNH48_7SENSES (丝芭传媒) | Tako Zhang / Zhang Yuge (张语格)5              | C                      | C                      | C                      | 17                | 19                | 25                | 32                       | 30                | 3.613.717         | 37                | 20                       | 24                | 6.303.740         | 13                       | Eliminada         | Eliminada         | Eliminada         | Eliminada         | 23             |
| Shangyue Culture AKB48 Team SH (尚越文化)                    | Anne Hu / Hu Xinyin (胡馨尹)16                 | D                      | C                      | C                      | 15                | 25                | 30                | 41                       | 41                | 2.657.578         | 51                | 26                       | Eliminada         | Eliminada         | Eliminada                | Eliminada         | Eliminada         | Eliminada         | Eliminada         | 49             |
| Shangyue Culture AKB48 Team SH (尚越文化)                    | Kuliko Shen / Shen Ying (沈莹)16               | D                      | D                      | D                      | 36                | 52                | 59                | 60                       | Eliminada         | Eliminada         | Eliminada         | Eliminada                | Eliminada         | Eliminada         | Eliminada                | Eliminada         | Eliminada         | Eliminada         | Eliminada         | 107-61         |
| Star Master Entertainment (匠星娱乐)                         | Babymonster An / An Qi (安崎)11                | A                      | A                      | A                      | 8                 | 4                 | 5                 | 3                        | 4                 | 20.385.126        | 5                 | 3                        | 6                 | 16.811.225        | 7                        | 8                 | 2.584.154         | 6                 | 4.488.806         | 6              |
| Star Master Entertainment (匠星娱乐)                         | Verlina Mo / Mo Yao (墨谣)11                   | B                      | F                      | D                      | 45                | 65                | 73                | 85                       | Eliminada         | Eliminada         | Eliminada         | Eliminada                | Eliminada         | Eliminada         | Eliminada                | Eliminada         | Eliminada         | Eliminada         | Eliminada         | 107-61         |
| Star Master Entertainment (匠星娱乐)                         | Frhanm Shangguan / Shangguan Xiai (上官喜爱)11 | A                      | D                      | A                      | 4                 | 6                 | 6                 | 62                       | 10                | 11,985,001        | 13                | 18                       | 14                | 8.092.789         | 16                       | 15                | 1.624.187         | 16                | 950,607           | 16             |
| Star Master Entertainment (匠星娱乐)                         | Shirley / Wen Zhe (文哲)11                     | B                      | F                      | D                      | 31                | 45                | 54                | 75                       | Eliminada         | Eliminada         | Eliminada         | Eliminada                | Eliminada         | Eliminada         | Eliminada                | Eliminada         | Eliminada         | Eliminada         | Eliminada         | 107-61         |
| Shinning Star Culture (曜星文化)                             | Jane Wang / Wang Siyu (王思予)14               | B                      | D                      | D                      | 65                | 55                | 51                | 69                       | Eliminada         | Eliminada         | Eliminada         | Eliminada                | Eliminada         | Eliminada         | Eliminada                | Eliminada         | Eliminada         | Eliminada         | Eliminada         | 107-61         |
| Shinning Star Culture (曜星文化)                             | Vicky Wei / Wei Chen (魏辰)14                  | B                      | D                      | B                      | 53                | 50                | 46                | 55                       | 52                | 1.603.885         | 50                | 22                       | Eliminada         | Eliminada         | Eliminada                | Eliminada         | Eliminada         | Eliminada         | Eliminada         | 46             |
| Yizong Cultural (一综星船)                                   | Lil Reta / Fu Jia (符佳)13                     | A                      | F                      | F                      | 88                | 104               | 72                | 95                       | Eliminada         | Eliminada         | Eliminada         | Eliminada                | Eliminada         | Eliminada         | Eliminada                | Eliminada         | Eliminada         | Eliminada         | Eliminada         | 107-61         |
| Gramarie Entertainment (果然娱乐)                            | Jessie Fu / Fu Yaning (符雅凝)                 | C                      | D                      | D                      | 37                | 37                | 43                | 47                       | 54                | 1.536.859         | 52                | 35                       | Eliminada         | Eliminada         | Eliminada                | Eliminada         | Eliminada         | Eliminada         | Eliminada         | 53             |
| Gramarie Entertainment (果然娱乐)                            | Gia Ge / Ge Xinyi (葛鑫怡)                     | C                      | D                      | B                      | 41                | 21                | 22                | 68                       | 26                | 4.231.092         | 35                | 54                       | 29                | 5.920.612         | 33                       | Eliminada         | Eliminada         | Eliminada         | Eliminada         | 26             |
| Gramarie Entertainment (果然娱乐)                            | Dolly Zhang / Zhang Luofei (张洛菲)            | D                      | D                      | D                      | 71                | 68                | 76                | 54                       | Eliminada         | Eliminada         | Eliminada         | Eliminada                | Eliminada         | Eliminada         | Eliminada                | Eliminada         | Eliminada         | Eliminada         | Eliminada         | 107-61         |
| TOV Entertainment (TOV娱乐)                                  | Marco Lin / Lin Fan (林凡)7                    | C                      | A                      | C                      | 11                | 18                | 20                | 4                        | 20                | 5.556.927         | 27                | 38                       | 25                | 6.231.617         | 13                       | Eliminada         | Eliminada         | Eliminada         | Eliminada         | 21             |
| TOV Entertainment (TOV娱乐)                                  | K Lu / Lu Keran (陆柯燃)7                      | B                      | C                      | C                      | 7                 | 7                 | 10                | 29                       | 12                | 11.149.098        | 14                | 24                       | 13                | 9.004.793         | 5                        | 14                | 1.745.701         | 9                 | 3.788.898         | 9              |
| TOV Entertainment (TOV娱乐)                                  | Hazel Chen / Chen Yiwen (陈艺文)               | C                      | F                      | C                      | 51                | 67                | 81                | 93                       | Eliminada         | Eliminada         | Eliminada         | Eliminada                | Eliminada         | Eliminada         | Eliminada                | Eliminada         | Eliminada         | Eliminada         | Eliminada         | 107-61         |
| TPG Culture (TPG文创)                                        | Ju Chen / Chen Pinxuan (陈品瑄)                | B                      | B                      | C                      | 73                | 66                | 69                | 15                       | 53                | 1.556.732         | 41                | 60                       | Eliminada         | Eliminada         | Eliminada                | Eliminada         | Eliminada         | Eliminada         | Eliminada         | 47             |
| TPG Culture (TPG文创)                                        | Sharon Wang / Wang Chengxuan (王承渲)          | B                      | D                      | A                      | 94                | 20                | 8                 | 44                       | 5                 | 16.233.689        | 11                | 27                       | 12                | 10.690.331        | 22                       | 13                | 1.749.147         | 12                | 3,348,299         | 12             |
| TPG Culture (TPG文创)                                        | Sheen Wang / Wang Xinming (王心茗)             | C                      | F                      | D                      | 108               | 54                | 68                | 97                       | Eliminada         | Eliminada         | Eliminada         | Eliminada                | Eliminada         | Eliminada         | Eliminada                | Eliminada         | Eliminada         | Eliminada         | Eliminada         | 107-61         |
| TPG Culture (TPG文创)                                        | Theia Zheng / Zheng Yuxin (郑玉歆)             | C                      | C                      | A                      | 99                | 86                | 88                | 39                       | Eliminada         | Eliminada         | Eliminada         | Eliminada                | Eliminada         | Eliminada         | Eliminada                | Eliminada         | Eliminada         | Eliminada         | Eliminada         | 107-61         |
| WR / OC                                                      | NINEONE / Nai Wan (乃万)17                     | C                      | A                      | C                      | 24                | 33                | 19                | 9                        | 14                | 9.128.308         | 10                | 7                        | 11                | 11.589.891        | 10                       | 10                | 2.060.592         | 10                | 3,585,863         | 10             |
| Happy Jump Culture (祥跃文化)                                | Bobo Li / Li Xining (李熙凝)                   | F                      | F                      | Deixou o programa      | Deixou o programa | Deixou o programa | Deixou o programa | 91                       | Deixou o programa | Deixou o programa | Deixou o programa | Deixou o programa        | Deixou o programa | Deixou o programa | Deixou o programa        | Deixou o programa | Deixou o programa | Deixou o programa | Deixou o programa | 109            |
| Yuehua Entertainment (乐华娱乐)                              | Vivi Chen / Chen Xinwei (陈昕葳)               | C                      | C                      | F                      | 29                | 46                | 44                | 34                       | 55                | 1.528.067         | 46                | 40                       | Eliminada         | Eliminada         | Eliminada                | Eliminada         | Eliminada         | Eliminada         | Eliminada         | 50             |
| Yuehua Entertainment (乐华娱乐)                              | Aria Jin / Jin Zihan (金子涵)                  | C                      | C                      | C                      | 19                | 29                | 27                | 32                       | 21                | 5.187.321         | 9                 | 10                       | 9                 | 13.810.155        | 9                        | 7                 | 2.671.0000        | 11                | 3,585,858         | 11             |
| Yuehua Entertainment (乐华娱乐)                              | Kay Song / Song Zhaoyi (宋昭艺)1               | C                      | B                      | B                      | 47                | 63                | 53                | 10                       | 49                | 1.741.529         | 33                | 47                       | Eliminada         | Eliminada         | Eliminada                | Eliminada         | Eliminada         | Eliminada         | Eliminada         | 39             |
| Yuehua Entertainment (乐华娱乐)                              | Thea / Xi Ya (希娅)                            | C                      | F                      | F                      | 68                | 79                | 82                | 73                       | Eliminada         | Eliminada         | Eliminada         | Eliminada                | Eliminada         | Eliminada         | Eliminada                | Eliminada         | Eliminada         | Eliminada         | Eliminada         | 107-61         |
| Yuehua Entertainment (乐华娱乐)                              | Ree Ai / Ai Yiyi (艾依依)1                     | C                      | F                      | D                      | 35                | 59                | 60                | 81                       | Eliminada         | Eliminada         | Eliminada         | Eliminada                | Eliminada         | Eliminada         | Eliminada                | Eliminada         | Eliminada         | Eliminada         | Eliminada         | 107-61         |

### Top 9
| Classificação | Episódio 2                                   | Episódio 4                                   | Episódio 6                                   | Episódio 7 (Votos da audiência) | Episódio 10                            | Episódio 12                            | Episódio 13 (Votos da audiência) | Episódio 16                            | Episódio 18 (Votos da audiência) | Episódio 20                            | Episódio 23                            |
| ------------- | -------------------------------------------- | -------------------------------------------- | -------------------------------------------- | ------------------------------- | -------------------------------------- | -------------------------------------- | -------------------------------- | -------------------------------------- | -------------------------------- | -------------------------------------- | -------------------------------------- |
| 1             | Esther Yu / Yu Shuxin (虞书欣)               | Esther Yu / Yu Shuxin (虞书欣)               | Esther Yu / Yu Shuxin (虞书欣)               | Shaking / Xie Keyin (谢可寅)    | Esther Yu / Yu Shuxin (虞书欣)         | Esther Yu / Yu Shuxin (虞书欣)         | Xin Liu / Liu Yuxin (刘雨昕)     | Esther Yu / Yu Shuxin (虞书欣)         | Xin Liu / Liu Yuxin (刘雨昕)     | Xin Liu / Liu Yuxin (刘雨昕)           | Xin Liu / Liu Yuxin (刘雨昕)           |
| 2             | Kiki Xu / Xu Jiaqi (许佳琪)                  | Kiki Xu / Xu Jiaqi (许佳琪)                  | Kiki Xu / Xu Jiaqi (许佳琪)                  | Zoe Wang / Wang Xinyu (王欣宇)  | Kiki Xu / Xu Jiaqi (许佳琪)            | Xiaotang Zhao / Zhao Xiaotang (赵小棠) | Kiki Xu / Xu Jiaqi (许佳琪)      | Xin Liu / Liu Yuxin (刘雨昕)           | Yan Yu / Yu Yan (喻言)           | Esther Yu / Yu Shuxin (虞书欣)         | Esther Yu / Yu Shuxin (虞书欣)         |
| 3             | Jue Chen / Chen Jue (陈珏)                   | Jue Chen / Chen Jue (陈珏)                   | Xiaotang Zhao / Zhao Xiaotang (赵小棠)       | Babymonster An / An Qi (安崎)   | Xiaotang Zhao / Zhao Xiaotang (赵小棠) | Shaking / Xie Keyin (谢可寅)           | Babymonster An / An Qi (安崎)    | Yan Yu / Yu Yan (喻言)                 | Esther Yu / Yu Shuxin (虞书欣)   | Yan Yu / Yu Yan (喻言)                 | Kiki Xu / Xu Jiaqi (许佳琪)            |
| 4             | Frhanm Shangguan / Shangguan Xiai (上官喜爱) | Babymonster An / An Qi (安崎)                | Jue Chen / Chen Jue (陈珏)                   | Marco Lin / Lin Fan (林凡)      | Babymonster An / An Qi (安崎)          | Yan Yu / Yu Yan (喻言)                 | Yan Yu / Yu Yan (喻言)           | Shaking / Xie Keyin (谢可寅)           | Kiki Xu / Xu Jiaqi (许佳琪)      | Kiki Xu / Xu Jiaqi (许佳琪)            | Yan Yu / Yu Yan (喻言)                 |
| 5             | Joey Chua / Cai Zhuoyi (蔡卓宜)              | Joey Chua / Cai Zhuoyi (蔡卓宜)              | Babymonster An / An Qi (安崎)                | Xu Xinwen (许馨文)              | Sharon Wang / Wang Chengxuan (王承渲)  | Babymonster An / An Qi (安崎)          | Esther Yu / Yu Shuxin (虞书欣)   | Xiaotang Zhao / Zhao Xiaotang (赵小棠) | K Lu / Lu Keran (陆柯燃)         | Snow Kong / Kong Xueer (孔雪儿)        | Shaking / Xie Keyin (谢可寅)           |
| 6             | Zoe Wang / Wang Xinyu (王欣宇)               | Frhanm Shangguan / Shangguan Xiai (上官喜爱) | Frhanm Shangguan / Shangguan Xiai (上官喜爱) | Liu Lingzi (刘令姿)             | Jue Chen / Chen Jue (陈珏)             | Xin Liu / Liu Yuxin (刘雨昕)           | Diamond / Dai Meng (戴萌)        | Babymonster An / An Qi (安崎)          | Snow Kong / Kong Xueer (孔雪儿)  | Xiaotang Zhao / Zhao Xiaotang (赵小棠) | Babymonster An / An Qi (安崎)          |
| 7             | K Lu / Lu Keran (陆柯燃)                     | K Lu / Lu Keran (陆柯燃)                     | Joey Chua / Cai Zhuoyi (蔡卓宜)              | ET / Yang Yutong (杨宇彤)       | Shaking / Xie Keyin (谢可寅)           | Kiki Xu / Xu Jiaqi (许佳琪)            | NINEONE / Nai Wan (乃万)         | Kiki Xu / Xu Jiaqi (许佳琪)            | Babymonster An / An Qi (安崎)    | Aria Jin / Jin Zihan (金子涵)          | Xiaotang Zhao / Zhao Xiaotang (赵小棠) |
| 8             | Babymonster An / An Qi (安崎)                | Snow Kong / Kong Xueer (孔雪儿)              | Sharon Wang / Wang Chengxuan (王承渲)        | Yan Yu / Yu Yan (喻言)          | Xin Liu / Liu Yuxin (刘雨昕)           | Snow Kong / Kong Xueer (孔雪儿)        | NaHo / Qi Sui (七穗)             | Snow Kong / Kong Xueer (孔雪儿)        | Shaking / Xie Keyin (谢可寅)     | Babymonster An / An Qi (安崎)          | Snow Kong / Kong Xueer (孔雪儿)        |
| 9             | Diamond / Dai Meng (戴萌)                    | Zoe Wang / Wang Xinyu (王欣宇)               | Snow Kong / Kong Xueer (孔雪儿)              | NINEONE / Nai Wan (乃万)        | Snow Kong / Kong Xueer (孔雪儿)        | Aria Jin / Jin Zihan (金子涵)          | Shaking / Xie Keyin (谢可寅)     | Aria Jin / Jin Zihan (金子涵)          | Aria Jin / Jin Zihan (金子涵)    | Shaking / Xie Keyin (谢可寅)           | K Lu / Lu Keran (陆柯燃)               |

## Missões

### Missão 1: Avaliação de posição
Legenda
- Vencedor
- Líder
- Center
- Líder & Center

| Posição | Música                                 | Artista original | Nome             | Classificação dentro do grupo | Classificação por classe | Classificação geral |
| ------- | -------------------------------------- | ---------------- | ---------------- | ----------------------------- | ------------------------ | ------------------- |
| Dança   | Oh Boy                                 | G.E.M.           | Chen Pinxuan     | 1                             | 18                       | 43                  |
| Dança   | Oh Boy                                 | G.E.M.           | Shen Bing        | 5                             | 45                       | 101                 |
| Dança   | Oh Boy                                 | G.E.M.           | Shen Jie         | 2                             | 22                       | 51                  |
| Dança   | Oh Boy                                 | G.E.M.           | Shen Qing        | 6                             | 47                       | 105                 |
| Dança   | Oh Boy                                 | G.E.M.           | Shen Yu          | 7                             | 48                       | 106                 |
| Dança   | Oh Boy                                 | G.E.M.           | Wang Chengxuan   | 4                             | 31                       | 66                  |
| Dança   | Oh Boy                                 | G.E.M.           | Xu Zhenzhen      | 3                             | 24                       | 54                  |
| Dança   | Play                                   | Jolin Tsai       | An Qi            | 1                             | 1                        | 3                   |
| Dança   | Play                                   | Jolin Tsai       | Ge Xinyi         | 5                             | 5                        | 11                  |
| Dança   | Play                                   | Jolin Tsai       | Huang Xinyuan    | 7                             | 7                        | 16                  |
| Dança   | Play                                   | Jolin Tsai       | Jin Zihan        | 2                             | 2                        | 5                   |
| Dança   | Play                                   | Jolin Tsai       | Kong Xueer       | 3                             | 3                        | 6                   |
| Dança   | Play                                   | Jolin Tsai       | Wei Chen         | 4                             | 4                        | 8                   |
| Dança   | Play                                   | Jolin Tsai       | Wen Zhe          | 6                             | 6                        | 13                  |
| Dança   | Bad Guy                                | Billie Eilish    | Liu Lingzi       | 1                             | 8                        | 21                  |
| Dança   | Bad Guy                                | Billie Eilish    | Lin Xiaozhai     | 4                             | 11                       | 27                  |
| Dança   | Bad Guy                                | Billie Eilish    | Wang Xinming     | 6                             | 13                       | 33                  |
| Dança   | Bad Guy                                | Billie Eilish    | Xu Baiyi         | 7                             | 14                       | 34                  |
| Dança   | Bad Guy                                | Billie Eilish    | Xiong Yuqing     | 5                             | 12                       | 30                  |
| Dança   | Bad Guy                                | Billie Eilish    | Xu Yang Yuzhuo   | 2                             | 9                        | 23                  |
| Dança   | Bad Guy                                | Billie Eilish    | Zheng Yuxin      | 3                             | 10                       | 26                  |
| Dança   | Don't Ask (别问很可怕)                 | J.Sheon          | Han Dong         | 7                             | 41                       | 91                  |
| Dança   | Don't Ask (别问很可怕)                 | J.Sheon          | Mo Han           | 2                             | 20                       | 46                  |
| Dança   | Don't Ask (别问很可怕)                 | J.Sheon          | Song Zhaoyi      | 1                             | 15                       | 39                  |
| Dança   | Don't Ask (别问很可怕)                 | J.Sheon          | Xi Ya            | 6                             | 40                       | 87                  |
| Dança   | Don't Ask (别问很可怕)                 | J.Sheon          | Yu Shuxin        | 3                             | 32                       | 69                  |
| Dança   | Don't Ask (别问很可怕)                 | J.Sheon          | Zhou Lincong     | 5                             | 38                       | 81                  |
| Dança   | Don't Ask (别问很可怕)                 | J.Sheon          | Zhang Luofei     | 4                             | 35                       | 74                  |
| Dança   | Renai Circulation (恋爱循环)           | Kana Hanazawa    | Chen Xinwei      | 2                             | 27                       | 58                  |
| Dança   | Renai Circulation (恋爱循环)           | Kana Hanazawa    | Chen Yiwen       | 7                             | 44                       | 100                 |
| Dança   | Renai Circulation (恋爱循环)           | Kana Hanazawa    | Duan Xiaowei     | 5                             | 30                       | 65                  |
| Dança   | Renai Circulation (恋爱循环)           | Kana Hanazawa    | Tang Keyi        | 6                             | 42                       | 96                  |
| Dança   | Renai Circulation (恋爱循环)           | Kana Hanazawa    | Zhu Linyu        | 3                             | 28                       | 59                  |
| Dança   | Renai Circulation (恋爱循环)           | Kana Hanazawa    | Zhao Xiaotang    | 4                             | 29                       | 64                  |
| Dança   | Renai Circulation (恋爱循环)           | Kana Hanazawa    | Duan Yixuan      | 1                             | 21                       | 49                  |
| Dança   | Grain in Ear (芒种)                    | Zhao Fangjing    | Jin Yangyang     | 5                             | 37                       | 80                  |
| Dança   | Grain in Ear (芒种)                    | Zhao Fangjing    | Lin Huibo        | 2                             | 23                       | 53                  |
| Dança   | Grain in Ear (芒种)                    | Zhao Fangjing    | Quan Xiaoying    | 4                             | 33                       | 70                  |
| Dança   | Grain in Ear (芒种)                    | Zhao Fangjing    | Su Shanshan      | 6                             | 39                       | 85                  |
| Dança   | Grain in Ear (芒种)                    | Zhao Fangjing    | Song Xinran      | 1                             | 17                       | 41                  |
| Dança   | Grain in Ear (芒种)                    | Zhao Fangjing    | Zhang Menglu     | 7                             | 46                       | 104                 |
| Dança   | Grain in Ear (芒种)                    | Zhao Fangjing    | Zhang Yuge       | 3                             | 26                       | 57                  |
| Dança   | The Eve (破风)                         | EXO              | Feng Ruohang     | 6                             | 42                       | 96                  |
| Dança   | The Eve (破风)                         | EXO              | Lu Keran         | 3                             | 25                       | 55                  |
| Dança   | The Eve (破风)                         | EXO              | Liu Yuxin        | 1                             | 16                       | 40                  |
| Dança   | The Eve (破风)                         | EXO              | Aurora           | 7                             | 49                       | 109                 |
| Dança   | The Eve (破风)                         | EXO              | Sun Rui          | 5                             | 36                       | 75                  |
| Dança   | The Eve (破风)                         | EXO              | Xu Jiaqi         | 2                             | 19                       | 45                  |
| Dança   | The Eve (破风)                         | EXO              | Zeng Keni        | 4                             | 34                       | 73                  |
| Vocal   | Wings of My Word (你曾是少年)          | S.H.E            | Ai Yiyi          | 6                             | 35                       | 90                  |
| Vocal   | Wings of My Word (你曾是少年)          | S.H.E            | Cheng Manxin     | 1                             | 18                       | 47                  |
| Vocal   | Wings of My Word (你曾是少年)          | S.H.E            | Fei Qinyuan      | 2                             | 23                       | 62                  |
| Vocal   | Wings of My Word (你曾是少年)          | S.H.E            | Fu Yaning        | 4                             | 25                       | 68                  |
| Vocal   | Wings of My Word (你曾是少年)          | S.H.E            | Hu Xinyin        | 3                             | 24                       | 63                  |
| Vocal   | Wings of My Word (你曾是少年)          | S.H.E            | Liu Haihan       | 7                             | 36                       | 92                  |
| Vocal   | Wings of My Word (你曾是少年)          | S.H.E            | Su Qinrou        | 5                             | 30                       | 79                  |
| Vocal   | Kissing the Future of Love (亲亲)      | Fish Leong       | Fu Ruqiao        | 4                             | 4                        | 12                  |
| Vocal   | Kissing the Future of Love (亲亲)      | Fish Leong       | Gou Xueying      | 5                             | 5                        | 13                  |
| Vocal   | Kissing the Future of Love (亲亲)      | Fish Leong       | Mo Yao           | 6                             | 6                        | 15                  |
| Vocal   | Kissing the Future of Love (亲亲)      | Fish Leong       | Shangguan Xiai   | 3                             | 3                        | 9                   |
| Vocal   | Kissing the Future of Love (亲亲)      | Fish Leong       | Wang Xinyu       | 1                             | 1                        | 2                   |
| Vocal   | Kissing the Future of Love (亲亲)      | Fish Leong       | Xia Yan          | 7                             | 7                        | 20                  |
| Vocal   | Kissing the Future of Love (亲亲)      | Fish Leong       | Zhang Yu         | 2                             | 2                        | 4                   |
| Vocal   | The Sun (太阳)                         | Pika Chiu        | Shen Ying        | 4                             | 29                       | 78                  |
| Vocal   | The Sun (太阳)                         | Pika Chiu        | Wang Wanchen     | 3                             | 28                       | 76                  |
| Vocal   | The Sun (太阳)                         | Pika Chiu        | Xu Xinwen        | 1                             | 15                       | 36                  |
| Vocal   | The Sun (太阳)                         | Pika Chiu        | Yao Yifan        | 7                             | 40                       | 98                  |
| Vocal   | The Sun (太阳)                         | Pika Chiu        | Zou Siyang       | 5                             | 31                       | 81                  |
| Vocal   | The Sun (太阳)                         | Pika Chiu        | Zhang Tianxin    | 2                             | 22                       | 60                  |
| Vocal   | The Sun (太阳)                         | Pika Chiu        | Zha Yichen       | 6                             | 36                       | 92                  |
| Vocal   | My Secret (我的秘密)                   | G.E.M.           | Ai Lin           | 7                             | 42                       | 108                 |
| Vocal   | My Secret (我的秘密)                   | G.E.M.           | Chua Zhuoyi      | 1                             | 17                       | 42                  |
| Vocal   | My Secret (我的秘密)                   | G.E.M.           | Dai Yanni        | 2                             | 19                       | 48                  |
| Vocal   | My Secret (我的秘密)                   | G.E.M.           | Huang Xiaoyun    | 3                             | 21                       | 55                  |
| Vocal   | My Secret (我的秘密)                   | G.E.M.           | Liu Yanan        | 5                             | 32                       | 83                  |
| Vocal   | My Secret (我的秘密)                   | G.E.M.           | Wang Siyu        | 6                             | 33                       | 84                  |
| Vocal   | My Secret (我的秘密)                   | G.E.M.           | Xu Ziyin         | 4                             | 26                       | 71                  |
| Vocal   | Flammable and Explosive (易燃易爆炸)   | Chen Li          | Chen Jue         | 4                             | 11                       | 28                  |
| Vocal   | Flammable and Explosive (易燃易爆炸)   | Chen Li          | Dai Meng         | 3                             | 10                       | 25                  |
| Vocal   | Flammable and Explosive (易燃易爆炸)   | Chen Li          | Wang Qing        | 7                             | 14                       | 32                  |
| Vocal   | Flammable and Explosive (易燃易爆炸)   | Chen Li          | Wang Rui         | 5                             | 12                       | 29                  |
| Vocal   | Flammable and Explosive (易燃易爆炸)   | Chen Li          | Wang Yale        | 6                             | 13                       | 31                  |
| Vocal   | Flammable and Explosive (易燃易爆炸)   | Chen Li          | Yu Yan           | 1                             | 8                        | 22                  |
| Vocal   | Flammable and Explosive (易燃易爆炸)   | Chen Li          | Zuo Zhuo         | 2                             | 9                        | 24                  |
| Vocal   | Reality (真实)                         | A-Mei (张惠妹)   | Aishah           | 5                             | 38                       | 94                  |
| Vocal   | Reality (真实)                         | A-Mei (张惠妹)   | Lin Weixi        | 7                             | 41                       | 102                 |
| Vocal   | Reality (真实)                         | A-Mei (张惠妹)   | Ma Shujun        | 2                             | 20                       | 52                  |
| Vocal   | Reality (真实)                         | A-Mei (张惠妹)   | NaHo             | 3                             | 27                       | 72                  |
| Vocal   | Reality (真实)                         | A-Mei (张惠妹)   | Wei Qiqi         | 4                             | 34                       | 88                  |
| Vocal   | Reality (真实)                         | A-Mei (张惠妹)   | Yang Yutong      | 1                             | 16                       | 37                  |
| Vocal   | Reality (真实)                         | A-Mei (张惠妹)   | Zhuoyi Namu      | 5                             | 38                       | 94                  |
| Rap     | The Story of Billy (24个比利)          | Wilber Pan       | Fu Jia           | 6                             | 17                       | 102                 |
| Rap     | The Story of Billy (24个比利)          | Wilber Pan       | He Meiyan        | 3                             | 12                       | 66                  |
| Rap     | The Story of Billy (24个比利)          | Wilber Pan       | Jin Jiya         | 4                             | 13                       | 76                  |
| Rap     | The Story of Billy (24个比利)          | Wilber Pan       | Lin Fan          | 1                             | 7                        | 35                  |
| Rap     | The Story of Billy (24个比利)          | Wilber Pan       | Wang Shuhui      | 5                             | 14                       | 86                  |
| Rap     | The Story of Billy (24个比利)          | Wilber Pan       | Zhou Ziqian      | 2                             | 11                       | 60                  |
| Rap     | Girls with Single Eyelids (单眼皮女生) | China Dolls      | Du Ziyi          | 4                             | 4                        | 16                  |
| Rap     | Girls with Single Eyelids (单眼皮女生) | China Dolls      | Milla            | 6                             | 6                        | 19                  |
| Rap     | Girls with Single Eyelids (单眼皮女生) | China Dolls      | Sun Meinan       | 3                             | 3                        | 10                  |
| Rap     | Girls with Single Eyelids (单眼皮女生) | China Dolls      | Wang Yaoyao      | 5                             | 5                        | 18                  |
| Rap     | Girls with Single Eyelids (单眼皮女生) | China Dolls      | Xie Keyin        | 1                             | 1                        | 1                   |
| Rap     | Girls with Single Eyelids (单眼皮女生) | China Dolls      | Zhang Chuhan     | 2                             | 2                        | 7                   |
| Rap     | Melody                                 | David Tao        | Huang Yiming     | 4                             | 15                       | 88                  |
| Rap     | Melody                                 | David Tao        | Li Yichen        | 2                             | 9                        | 44                  |
| Rap     | Melody                                 | David Tao        | Nai Wan          | 1                             | 8                        | 38                  |
| Rap     | Melody                                 | David Tao        | Qin Niu Zhengwei | 3                             | 10                       | 49                  |
| Rap     | Melody                                 | David Tao        | Wei Shuyu        | 6                             | 18                       | 107                 |
| Rap     | Melody                                 | David Tao        | Li Xining        | 5                             | 16                       | 98                  |

| Classificação de 'Avaliação de posição' (Somente Dança) | Classificação de 'Avaliação de posição' (Somente Dança) | Classificação de 'Avaliação de posição' (Somente Dança) |
| Nome                                                    | Classificação                                           | Número de votos                                         |
| ------------------------------------------------------- | ------------------------------------------------------- | ------------------------------------------------------- |
| An Qi                                                   | 1                                                       | 20264                                                   |
| Jin Zihan                                               | 2                                                       | 10118                                                   |
| Kong Xueer                                              | 3                                                       | 10108                                                   |
| Wei Chen                                                | 4                                                       | 10057                                                   |
| Ge Xinyi                                                | 5                                                       | 10039                                                   |
| Wen Zhe                                                 | 6                                                       | 10034                                                   |
| Huang Xinyuan                                           | 7                                                       | 10018                                                   |
| Liu Lingzi                                              | 8                                                       | 3231                                                    |
| Xu Yang Yuzhuo                                          | 9                                                       | 3160                                                    |
| Zheng Yuxin                                             | 10                                                      | 3106                                                    |
| Lin Xiaozhai                                            | 11                                                      | 3064                                                    |
| Xiong Yuqing                                            | 12                                                      | 3034                                                    |
| Wang Xinming                                            | 13                                                      | 3019                                                    |
| Xu Baiyi                                                | 14                                                      | 3011                                                    |
| Song Zhaoyi                                             | 15                                                      | 185                                                     |
| Liu Yuxin                                               | 16                                                      | 184                                                     |
| Song Xinran                                             | 17                                                      | 178                                                     |
| Chen Pinxuan                                            | 18                                                      | 161                                                     |
| Xu Jiaqi                                                | 19                                                      | 157                                                     |
| Mo Han                                                  | 20                                                      | 156                                                     |
| Duan Yixuan                                             | 21                                                      | 146                                                     |
| Shen Jie                                                | 22                                                      | 145                                                     |
| Lin Huibo                                               | 23                                                      | 129                                                     |
| Xu Zhenzhen                                             | 24                                                      | 126                                                     |
| Lu Keran                                                | 25                                                      | 119                                                     |
| Zhang Yuge                                              | 26                                                      | 118                                                     |
| Chen Xinwei                                             | 27                                                      | 117                                                     |
| Zhu Linyu                                               | 28                                                      | 116                                                     |
| Zhao Xiaotang                                           | 29                                                      | 83                                                      |
| Duan Xiaowei                                            | 30                                                      | 79                                                      |
| Wang Chengxuan                                          | 31                                                      | 77                                                      |
| Yu Shuxin                                               | 32                                                      | 70                                                      |
| Quan Xiaoying                                           | 33                                                      | 69                                                      |
| Zeng Keni                                               | 34                                                      | 61                                                      |
| Zhang Luofei                                            | 35                                                      | 60                                                      |
| Sun Rui                                                 | 36                                                      | 56                                                      |
| Jin Yangyang                                            | 37                                                      | 43                                                      |
| Zhou Lincong                                            | 38                                                      | 41                                                      |
| Su Shanshan                                             | 39                                                      | 37                                                      |
| Xi Ya                                                   | 40                                                      | 35                                                      |
| Han Dong                                                | 41                                                      | 31                                                      |
| Feng Ruohang                                            | 42                                                      | 25                                                      |
| Tang Keyi                                               | 42                                                      | 25                                                      |
| Chen Yiwen                                              | 44                                                      | 22                                                      |
| Shen Bing                                               | 45                                                      | 21                                                      |
| Zhang Menglu                                            | 46                                                      | 19                                                      |
| Shen Qing                                               | 47                                                      | 18                                                      |
| Shen Yu                                                 | 48                                                      | 17                                                      |
| Aurora                                                  | 49                                                      | 8                                                       |

| Classificação de 'Avaliação de posição' (Somente Vocal) | Classificação de 'Avaliação de posição' (Somente Vocal) | Classificação de 'Avaliação de posição' (Somente Vocal) |
| Nome                                                    | Classificação                                           | Número de votos                                         |
| ------------------------------------------------------- | ------------------------------------------------------- | ------------------------------------------------------- |
| Wang Xinyu                                              | 1                                                       | 20291                                                   |
| Zhang Yu                                                | 2                                                       | 10185                                                   |
| Shangguan Xiai                                          | 3                                                       | 10043                                                   |
| Fu Ruqiao                                               | 4                                                       | 10037                                                   |
| Gou Xueying                                             | 5                                                       | 10034                                                   |
| Mo Yao                                                  | 6                                                       | 10027                                                   |
| Xia Yan                                                 | 7                                                       | 10009                                                   |
| Yu Yan                                                  | 8                                                       | 3220                                                    |
| Zuo Zhuo                                                | 9                                                       | 3123                                                    |
| Dai Meng                                                | 10                                                      | 3119                                                    |
| Chen Jue                                                | 11                                                      | 3048                                                    |
| Wang Rui                                                | 12                                                      | 3035                                                    |
| Wang Yale                                               | 13                                                      | 3033                                                    |
| Wang Qing                                               | 14                                                      | 3024                                                    |
| Xu Xinwen                                               | 15                                                      | 239                                                     |
| Yang Yutong                                             | 16                                                      | 226                                                     |
| Chua Zhuoyi                                             | 17                                                      | 176                                                     |
| Cheng Manxin                                            | 18                                                      | 153                                                     |
| Dai Yanni                                               | 19                                                      | 150                                                     |
| Ma Shujun                                               | 20                                                      | 134                                                     |
| Huang Xiaoyun                                           | 21                                                      | 119                                                     |
| Zhang Tianxin                                           | 22                                                      | 115                                                     |
| Fei Qinyuan                                             | 23                                                      | 93                                                      |
| Hu Xinyin                                               | 24                                                      | 91                                                      |
| Fu Yaning                                               | 25                                                      | 74                                                      |
| Xu Ziyin                                                | 26                                                      | 66                                                      |
| NaHo                                                    | 27                                                      | 65                                                      |
| Wang Wanchen                                            | 28                                                      | 51                                                      |
| Shen Ying                                               | 29                                                      | 46                                                      |
| Su Qinrou                                               | 30                                                      | 44                                                      |
| Zou Siyang                                              | 31                                                      | 41                                                      |
| Liu Yanan                                               | 32                                                      | 40                                                      |
| Wang Siyu                                               | 33                                                      | 38                                                      |
| Wei Qiqi                                                | 34                                                      | 34                                                      |
| Ai Yiyi                                                 | 35                                                      | 32                                                      |
| Zha Yichen                                              | 36                                                      | 28                                                      |
| Liu Haihan                                              | 36                                                      | 28                                                      |
| Zhuoyi Namu                                             | 38                                                      | 26                                                      |
| Aishah                                                  | 38                                                      | 26                                                      |
| Yao Yifan                                               | 40                                                      | 23                                                      |
| Lin Weixi                                               | 41                                                      | 20                                                      |
| Ai Lin                                                  | 42                                                      | 11                                                      |

| Classificação de 'Avaliação de posição' (Somente Rap) | Classificação de 'Avaliação de posição' (Somente Rap) | Classificação de 'Avaliação de posição' (Somente Rap) |
| Nome                                                  | Classificação                                         | Número de votos                                       |
| ----------------------------------------------------- | ----------------------------------------------------- | ----------------------------------------------------- |
| Xie Keyin                                             | 1                                                     | 20401                                                 |
| Zhang Chuhan                                          | 2                                                     | 10075                                                 |
| Sun Meinan                                            | 3                                                     | 10042                                                 |
| Du Ziyi                                               | 4                                                     | 10018                                                 |
| Wang Yaoyao                                           | 5                                                     | 10017                                                 |
| Milla                                                 | 6                                                     | 10015                                                 |
| Lin Fan                                               | 7                                                     | 260                                                   |
| Nai Wan                                               | 8                                                     | 189                                                   |
| Li Yichen                                             | 9                                                     | 159                                                   |
| Qin Niu Zhengwei                                      | 10                                                    | 146                                                   |
| Zhou Ziqian                                           | 11                                                    | 115                                                   |
| He Meiyan                                             | 12                                                    | 77                                                    |
| Jin Jiya                                              | 13                                                    | 51                                                    |
| Wang Shuhui                                           | 14                                                    | 36                                                    |
| Huang Yiming                                          | 15                                                    | 34                                                    |
| Li Xining                                             | 16                                                    | 23                                                    |
| Fu Jia                                                | 17                                                    | 20                                                    |
| Wei Shuyu                                             | 18                                                    | 14                                                    |

### Missão 2: Batalha de grupos
Legenda
- Vencedor
- Líder
- Center
- Líder & Center

| Música                                 | Artista original           | Time | Nome             | Posição no grupo                | Classificação dentro do grupo | Votos | Votos do grupo |
| -------------------------------------- | -------------------------- | ---- | ---------------- | ------------------------------- | ----------------------------- | ----- | -------------- |
| MAMA                                   | EXO-M                      | A    | Jin Zihan        | Deputy Lead Singer              | 2                             | 91    | 334            |
| MAMA                                   | EXO-M                      | A    | Wei Chen         | Rap                             | 3                             | 55    | 334            |
| MAMA                                   | EXO-M                      | A    | Xu Xinwen        | Lead Singer                     | 5                             | 40    | 334            |
| MAMA                                   | EXO-M                      | A    | Xie Keyin        | Rap                             | 1                             | 96    | 334            |
| MAMA                                   | EXO-M                      | A    | Lu Keran         | Main dancer, Deputy Lead Singer | 4                             | 52    | 334            |
| MAMA                                   | EXO-M                      | B    | Dai Meng         | Rap                             | 1                             | 126   | 317            |
| MAMA                                   | EXO-M                      | B    | Zou Zhuo         | Lead Singer                     | 2                             | 67    | 317            |
| MAMA                                   | EXO-M                      | B    | Xia Yan          | Rap                             | 4                             | 33    | 317            |
| MAMA                                   | EXO-M                      | B    | Ma Shujun        | Main Dancer, Deputy Lead Singer | 5                             | 27    | 317            |
| MAMA                                   | EXO-M                      | B    | Zhang Yuge       | Deputy Lead Singer              | 3                             | 64    | 317            |
| R&B All Night                          | Know Know, Higher Brothers | A    | Xu Yang Yuzhuo   | Deputy Lead Singer              | 5                             | 28    | 453            |
| R&B All Night                          | Know Know, Higher Brothers | A    | Liu Lingzi       | Deputy Lead Singer              | 2                             | 82    | 453            |
| R&B All Night                          | Know Know, Higher Brothers | A    | Zhang Chuhan     | Rap                             | 3                             | 38    | 453            |
| R&B All Night                          | Know Know, Higher Brothers | A    | Wang Qing        | Lead Singer                     | 4                             | 36    | 453            |
| R&B All Night                          | Know Know, Higher Brothers | A    | Xu Jiaqi         | Rap                             | 1                             | 269   | 453            |
| R&B All Night                          | Know Know, Higher Brothers | B    | Song Xinran      | Deputy Lead Singer              | 2                             | 55    | 214            |
| R&B All Night                          | Know Know, Higher Brothers | B    | Wang Wanchen     | Deputy Lead Singer              | 5                             | 21    | 214            |
| R&B All Night                          | Know Know, Higher Brothers | B    | Dai Yanni        | Lead Singer                     | 1                             | 70    | 214            |
| R&B All Night                          | Know Know, Higher Brothers | B    | Ge Xinyi         | Rap                             | 4                             | 23    | 214            |
| R&B All Night                          | Know Know, Higher Brothers | B    | Wang Chengxuan   | Rap                             | 3                             | 45    | 214            |
| How Do I Look So Good (我怎么这么好看) | Wowkie Da                  | A    | Chen Pinxuan     | Main Dancer, Rap                | 5                             | 11    | 333            |
| How Do I Look So Good (我怎么这么好看) | Wowkie Da                  | A    | Lin Xiaozhai     | Lead Singer                     | 4                             | 23    | 333            |
| How Do I Look So Good (我怎么这么好看) | Wowkie Da                  | A    | Yu Shuxin        | Lead Singer                     | 1                             | 185   | 333            |
| How Do I Look So Good (我怎么这么好看) | Wowkie Da                  | A    | Kong Xueer       | Rap                             | 2                             | 85    | 333            |
| How Do I Look So Good (我怎么这么好看) | Wowkie Da                  | A    | Feng Ruohang     | Lead Singer                     | 3                             | 29    | 333            |
| How Do I Look So Good (我怎么这么好看) | Wowkie Da                  | B    | Nai Wan          | Rap                             | 1                             | 122   | 281            |
| How Do I Look So Good (我怎么这么好看) | Wowkie Da                  | B    | Chen Xinwei      | Lead Singer                     | 4                             | 30    | 281            |
| How Do I Look So Good (我怎么这么好看) | Wowkie Da                  | B    | Shangguan Xiai   | Rap                             | 2                             | 68    | 281            |
| How Do I Look So Good (我怎么这么好看) | Wowkie Da                  | B    | Huang Xinyuan    | Main Dancer, Lead Singer        | 5                             | 22    | 281            |
| How Do I Look So Good (我怎么这么好看) | Wowkie Da                  | B    | Gou Xueying      | Lead Singer                     | 3                             | 39    | 281            |
| A Bit Sweet (有点甜)                   | Silence Wang, By2          | A    | Li Yichen        | Rap, Deputy Lead Singer         | 4                             | 30    | 339            |
| A Bit Sweet (有点甜)                   | Silence Wang, By2          | A    | Fu Yaning        | Lead Singer, Rap                | 3                             | 37    | 339            |
| A Bit Sweet (有点甜)                   | Silence Wang, By2          | A    | Mo Han           | Deputy Lead Singer              | 2                             | 52    | 339            |
| A Bit Sweet (有点甜)                   | Silence Wang, By2          | A    | Jin Yangyang     | Deputy Lead Singer              | 5                             | 25    | 339            |
| A Bit Sweet (有点甜)                   | Silence Wang, By2          | A    | An Qi            | Main Dancer, Lead Singer        | 1                             | 195   | 339            |
| A Bit Sweet (有点甜)                   | Silence Wang, By2          | B    | Fu Ruqiao        | Lead Singer                     | 3                             | 42    | 254            |
| A Bit Sweet (有点甜)                   | Silence Wang, By2          | B    | Fei Qinyuan      | Lead Singer                     | 1                             | 83    | 254            |
| A Bit Sweet (有点甜)                   | Silence Wang, By2          | B    | Lin Fan          | Rap, Deputy Lead Singer         | 5                             | 34    | 254            |
| A Bit Sweet (有点甜)                   | Silence Wang, By2          | B    | Zhu Linyu        | Main Dancer, Deputy Lead Singer | 2                             | 59    | 254            |
| A Bit Sweet (有点甜)                   | Silence Wang, By2          | B    | Qin Niu Zhengwei | Rap, Deputy Lead Singer         | 4                             | 36    | 254            |
| Ambush From Ten Sides 2 (十面埋伏2)    | Ivy, Dany Lee              | A    | Zhang Yu         | Rap                             | 4                             | 28    | 249            |
| Ambush From Ten Sides 2 (十面埋伏2)    | Ivy, Dany Lee              | A    | Chen Jue         | Main Dancer, Rap                | 3                             | 29    | 249            |
| Ambush From Ten Sides 2 (十面埋伏2)    | Ivy, Dany Lee              | A    | Han Dong         | Lead Singer                     | 5                             | 25    | 249            |
| Ambush From Ten Sides 2 (十面埋伏2)    | Ivy, Dany Lee              | A    | Zhao Xiaotang    | Deputy Lead Singer              | 2                             | 76    | 249            |
| Ambush From Ten Sides 2 (十面埋伏2)    | Ivy, Dany Lee              | A    | Sun Rui          | Rap                             | 1                             | 91    | 249            |
| Ambush From Ten Sides 2 (十面埋伏2)    | Ivy, Dany Lee              | B    | Zheng Keni       | Main Dancer, Rap                | 2                             | 81    | 371            |
| Ambush From Ten Sides 2 (十面埋伏2)    | Ivy, Dany Lee              | B    | Yu Yan           | Rap                             | 1                             | 193   | 371            |
| Ambush From Ten Sides 2 (十面埋伏2)    | Ivy, Dany Lee              | B    | Song Zhaoyi      | Rap                             | 5                             | 27    | 371            |
| Ambush From Ten Sides 2 (十面埋伏2)    | Ivy, Dany Lee              | B    | Xu Ziyin         | Lead Singer                     | 3                             | 40    | 371            |
| Ambush From Ten Sides 2 (十面埋伏2)    | Ivy, Dany Lee              | B    | Cai Zhuoyi       | Deputy Lead Singer              | 4                             | 30    | 371            |
| Missing You 3000 (想见你想见你想见你)  | 831                        | A    | Liu Yuxin        | Main Dancer, Rap                | 1                             | 291   | 475            |
| Missing You 3000 (想见你想见你想见你)  | 831                        | A    | Duan Xiaowei     | Rap                             | 5                             | 19    | 475            |
| Missing You 3000 (想见你想见你想见你)  | 831                        | A    | NaHo             | Deputy Lead Singer              | 2                             | 96    | 475            |
| Missing You 3000 (想见你想见你想见你)  | 831                        | A    | Sun Meinan       | Deputy Lead Singer              | 4                             | 25    | 475            |
| Missing You 3000 (想见你想见你想见你)  | 831                        | A    | Duan Yixuan      | Lead SInger                     | 3                             | 44    | 475            |
| Missing You 3000 (想见你想见你想见你)  | 831                        | B    | Xu Zhenzhen      | Deputy Lead Singer              | 3/4                           | 25    | 157            |
| Missing You 3000 (想见你想见你想见你)  | 831                        | B    | Su Shanshan      | Deputy Lead Singer              | 2                             | 40    | 157            |
| Missing You 3000 (想见你想见你想见你)  | 831                        | B    | Wang Xinyu       | Lead Singer                     | 3/4                           | 25    | 157            |
| Missing You 3000 (想见你想见你想见你)  | 831                        | B    | Zhang Menglu     | Main Dancer, Deputy Lead Singer | 5                             | 21    | 157            |
| Missing You 3000 (想见你想见你想见你)  | 831                        | B    | Hu Xinyin        | Rap                             | 1                             | 46    | 157            |

| Classificação de 'Avaliacão em grupo' | Classificação de 'Avaliacão em grupo' | Classificação de 'Avaliacão em grupo' |
| Nome                                  | Classificação                         | Número de votos                       |
| ------------------------------------- | ------------------------------------- | ------------------------------------- |
| Liu Yuxin                             | 1                                     | 80291                                 |
| NaHo                                  | 2                                     | 80096                                 |
| Duan Yixuan                           | 3                                     | 80044                                 |
| Duan Xiaowei                          | 4                                     | 80025                                 |
| Sun Meinan                            | 5                                     | 80019                                 |
| Xu Jiaqi                              | 6                                     | 30269                                 |
| An Qi                                 | 7                                     | 30195                                 |
| Yu Yan                                | 8                                     | 30193                                 |
| Yu Shuxin                             | 9                                     | 30185                                 |
| Xie Keyin                             | 10                                    | 30096                                 |
| Jin Zihan                             | 11                                    | 30091                                 |
| Kong Xueer                            | 12                                    | 30085                                 |
| Liu Lingzi                            | 13                                    | 30082                                 |
| Zeng Keni                             | 14                                    | 30081                                 |
| Wei Chen                              | 15                                    | 30055                                 |
| Lu Keran                              | 16                                    | 30052                                 |
| Mo Han                                | 16                                    | 30052                                 |
| Xu Xinwen                             | 18                                    | 30040                                 |
| Xu Ziyin                              | 18                                    | 30040                                 |
| Zhang Chuhan                          | 20                                    | 30038                                 |
| Fu Yaning                             | 21                                    | 30037                                 |
| Wang Qing                             | 22                                    | 30036                                 |
| Chua Zhuoyi                           | 23                                    | 30030                                 |
| Li Yichen                             | 23                                    | 30030                                 |
| Feng Ruohang                          | 25                                    | 30029                                 |
| Xu Yang Yuzhuo                        | 26                                    | 30028                                 |
| Song Zhaoyi                           | 27                                    | 30027                                 |
| Jin Yangyang                          | 28                                    | 30025                                 |
| Lin Xiaozhai                          | 29                                    | 30023                                 |
| Chen Pinxuan                          | 30                                    | 30011                                 |
| Dai Meng                              | 31                                    | 126                                   |
| Nai Wan                               | 32                                    | 122                                   |
| Sun Rui                               | 33                                    | 91                                    |
| Fei Qinyuan                           | 34                                    | 83                                    |
| Zhao Xiaotang                         | 35                                    | 76                                    |
| Dai Yanni                             | 36                                    | 70                                    |
| Shangguan Xiai                        | 37                                    | 68                                    |
| Zuo Zhuo                              | 38                                    | 67                                    |
| Zhang Yuge                            | 39                                    | 64                                    |
| Zhu Linyu                             | 40                                    | 59                                    |
| Song Xinran                           | 41                                    | 55                                    |
| Hu Xinyin                             | 42                                    | 46                                    |
| Wang Chengxuan                        | 43                                    | 45                                    |
| Fu Ruqiao                             | 44                                    | 42                                    |
| Su Shanshan                           | 45                                    | 40                                    |
| Gou Xueying                           | 46                                    | 39                                    |
| Qin Niu Zhengwei                      | 47                                    | 36                                    |
| Lin Fan                               | 48                                    | 34                                    |
| Xia Yan                               | 49                                    | 33                                    |
| Chen Xinwei                           | 50                                    | 30                                    |
| Chen Jue                              | 51                                    | 29                                    |
| Zhang Yu                              | 52                                    | 28                                    |
| Ma Shujun                             | 53                                    | 27                                    |
| Han Dong                              | 54                                    | 25                                    |
| Wang Xinyu                            | 54                                    | 25                                    |
| Xu Zhenzhen                           | 54                                    | 25                                    |
| Ge Xinyi                              | 57                                    | 23                                    |
| Huang Xinyuan                         | 58                                    | 22                                    |
| Wang Wanchen                          | 59                                    | 21                                    |
| Zhang Menglu                          | 59                                    | 21                                    |

### Missão 3:  Avaliação de música tema
Legenda
- Vencedor
- Líder
- Center
- Líder & Center

| Lista de 'Avaliação de música tema' (Antes do ajuste) | Lista de 'Avaliação de música tema' (Antes do ajuste) | Lista de 'Avaliação de música tema' (Antes do ajuste) | Lista de 'Avaliação de música tema' (Antes do ajuste) |
| Música                                                | Gênero                                                | Time                                                  | Participante                                          |
| ----------------------------------------------------- | ----------------------------------------------------- | ----------------------------------------------------- | ----------------------------------------------------- |
| No Company (不奉陪)                                   | Synth Pop                                             | A                                                     | Fei Qinyuan                                           |
| No Company (不奉陪)                                   | Synth Pop                                             | A                                                     | Ge Xinyi                                              |
| No Company (不奉陪)                                   | Synth Pop                                             | A                                                     | Liu Lingzi                                            |
| No Company (不奉陪)                                   | Synth Pop                                             | A                                                     | Mo Han                                                |
| No Company (不奉陪)                                   | Synth Pop                                             | A                                                     | Xu Yang Yuzhuo                                        |
| No Company (不奉陪)                                   | Synth Pop                                             | A                                                     | Zhang Menglu                                          |
| No Company (不奉陪)                                   | Synth Pop                                             | A                                                     | Zhang Yuge                                            |
| No Company (不奉陪)                                   | Synth Pop                                             | B                                                     | Duan Xiaowei                                          |
| No Company (不奉陪)                                   | Synth Pop                                             | B                                                     | Jin Yangyang                                          |
| No Company (不奉陪)                                   | Synth Pop                                             | B                                                     | Lu Keran                                              |
| No Company (不奉陪)                                   | Synth Pop                                             | B                                                     | Mo Han                                                |
| No Company (不奉陪)                                   | Synth Pop                                             | B                                                     | Nai Wan                                               |
| No Company (不奉陪)                                   | Synth Pop                                             | B                                                     | Zeng Kenni                                            |
| No Company (不奉陪)                                   | Synth Pop                                             | B                                                     | Zhang Yuge                                            |
| Non Daily Revelry (非日常狂欢)                        | EDM                                                   | A                                                     | Feng Ruohang                                          |
| Non Daily Revelry (非日常狂欢)                        | EDM                                                   | A                                                     | Jin Zihan                                             |
| Non Daily Revelry (非日常狂欢)                        | EDM                                                   | A                                                     | Kong Xueer                                            |
| Non Daily Revelry (非日常狂欢)                        | EDM                                                   | A                                                     | Song Xinran                                           |
| Non Daily Revelry (非日常狂欢)                        | EDM                                                   | A                                                     | Xu Jiaqi                                              |
| Non Daily Revelry (非日常狂欢)                        | EDM                                                   | A                                                     | Xie Keyin                                             |
| Non Daily Revelry (非日常狂欢)                        | EDM                                                   | A                                                     | Xu Zhenzhen                                           |
| Non Daily Revelry (非日常狂欢)                        | EDM                                                   | B                                                     | Huang Xinyuan                                         |
| Non Daily Revelry (非日常狂欢)                        | EDM                                                   | B                                                     | Kong Xueer                                            |
| Non Daily Revelry (非日常狂欢)                        | EDM                                                   | B                                                     | Sun Meinan                                            |
| Non Daily Revelry (非日常狂欢)                        | EDM                                                   | B                                                     | Sun Rui                                               |
| Non Daily Revelry (非日常狂欢)                        | EDM                                                   | B                                                     | Xu Jiaqi                                              |
| Non Daily Revelry (非日常狂欢)                        | EDM                                                   | B                                                     | Yu Shuxin                                             |
| Non Daily Revelry (非日常狂欢)                        | EDM                                                   | B                                                     | Zhao Xiaotang                                         |
| Lion                                                  | Pop                                                   | A                                                     | An Qi                                                 |
| Lion                                                  | Pop                                                   | A                                                     | Dai Meng                                              |
| Lion                                                  | Pop                                                   | A                                                     | Liu Yuxin                                             |
| Lion                                                  | Pop                                                   | A                                                     | Ma Shujun                                             |
| Lion                                                  | Pop                                                   | A                                                     | Shangguan Xiai                                        |
| Lion                                                  | Pop                                                   | A                                                     | Su Shanshan                                           |
| Lion                                                  | Pop                                                   | A                                                     | Song Zhaoyi                                           |
| Lion                                                  | Pop                                                   | B                                                     | Chen Jue                                              |
| Lion                                                  | Pop                                                   | B                                                     | Dai Meng                                              |
| Lion                                                  | Pop                                                   | B                                                     | Lin Fan                                               |
| Lion                                                  | Pop                                                   | B                                                     | Su Shanshan                                           |
| Lion                                                  | Pop                                                   | B                                                     | Wei Chen                                              |
| Lion                                                  | Pop                                                   | B                                                     | Wang Chengxuan                                        |
| Lion                                                  | Pop                                                   | B                                                     | Yu Yan                                                |
| Light Orange Island (浅橘色孤岛)                      | R&B                                                   | A                                                     | Duan Yixuan                                           |
| Light Orange Island (浅橘色孤岛)                      | R&B                                                   | A                                                     | Gou Xueying                                           |
| Light Orange Island (浅橘色孤岛)                      | R&B                                                   | A                                                     | Li Yichen                                             |
| Light Orange Island (浅橘色孤岛)                      | R&B                                                   | A                                                     | Wang Qing                                             |
| Light Orange Island (浅橘色孤岛)                      | R&B                                                   | A                                                     | Xia Yan                                               |
| Light Orange Island (浅橘色孤岛)                      | R&B                                                   | A                                                     | Zhang Yu                                              |
| Light Orange Island (浅橘色孤岛)                      | R&B                                                   | A                                                     | Zuo Zhuo                                              |
| Light Orange Island (浅橘色孤岛)                      | R&B                                                   | B                                                     | Dai Yanni                                             |
| Light Orange Island (浅橘色孤岛)                      | R&B                                                   | B                                                     | Fu Yaning                                             |
| Light Orange Island (浅橘色孤岛)                      | R&B                                                   | B                                                     | Li Yichen                                             |
| Light Orange Island (浅橘色孤岛)                      | R&B                                                   | B                                                     | Wang Qing                                             |
| Light Orange Island (浅橘色孤岛)                      | R&B                                                   | B                                                     | Wang Wanchen                                          |
| Light Orange Island (浅橘色孤岛)                      | R&B                                                   | B                                                     | Xu Xinwei                                             |
| Light Orange Island (浅橘色孤岛)                      | R&B                                                   | B                                                     | Xu Ziyin                                              |
| Knock Knock (敲敲)                                    | Ballad                                                | A                                                     | Chen Pinxuan                                          |
| Knock Knock (敲敲)                                    | Ballad                                                | A                                                     | Chen Xinwei                                           |
| Knock Knock (敲敲)                                    | Ballad                                                | A                                                     | Cai Zhuoyi                                            |
| Knock Knock (敲敲)                                    | Ballad                                                | A                                                     | Fu Ruqiao                                             |
| Knock Knock (敲敲)                                    | Ballad                                                | A                                                     | Han Dong                                              |
| Knock Knock (敲敲)                                    | Ballad                                                | A                                                     | Lin Xiaozhai                                          |
| Knock Knock (敲敲)                                    | Ballad                                                | A                                                     | NaHo                                                  |
| Knock Knock (敲敲)                                    | Ballad                                                | B                                                     | Chen Pinxuan                                          |
| Knock Knock (敲敲)                                    | Ballad                                                | B                                                     | Fu Ruqiao                                             |
| Knock Knock (敲敲)                                    | Ballad                                                | B                                                     | Hu Xinyin                                             |
| Knock Knock (敲敲)                                    | Ballad                                                | B                                                     | Qin Niu Zhengwei                                      |
| Knock Knock (敲敲)                                    | Ballad                                                | B                                                     | Wang Xinyu                                            |
| Knock Knock (敲敲)                                    | Ballad                                                | B                                                     | Zhang Chuhan                                          |
| Knock Knock (敲敲)                                    | Ballad                                                | B                                                     | Zhu Linyu                                             |

| Lista de 'Avaliação de música tema' (Depois do ajuste) | Lista de 'Avaliação de música tema' (Depois do ajuste) | Lista de 'Avaliação de música tema' (Depois do ajuste) | Lista de 'Avaliação de música tema' (Depois do ajuste) | Lista de 'Avaliação de música tema' (Depois do ajuste) | Lista de 'Avaliação de música tema' (Depois do ajuste) | Lista de 'Avaliação de música tema' (Depois do ajuste) |
| Música                                                 | Nome do Grupo                                          | Gênero                                                 | Nome                                                   | Classificação dentro do grupo                          | Votos                                                  | Votos do grupo                                         |
| ------------------------------------------------------ | ------------------------------------------------------ | ------------------------------------------------------ | ------------------------------------------------------ | ------------------------------------------------------ | ------------------------------------------------------ | ------------------------------------------------------ |
| No Company (不奉陪)                                    | No Time For You                                        | Synth Pop                                              | Lu Keran                                               | 1                                                      | 32                                                     | 103                                                    |
| No Company (不奉陪)                                    | No Time For You                                        | Synth Pop                                              | Nai Wan                                                | 2                                                      | 19                                                     | 103                                                    |
| No Company (不奉陪)                                    | No Time For You                                        | Synth Pop                                              | Liu Lingzi                                             | 4/5                                                    | 13                                                     | 103                                                    |
| No Company (不奉陪)                                    | No Time For You                                        | Synth Pop                                              | Zeng Kenni                                             | 3                                                      | 14                                                     | 103                                                    |
| No Company (不奉陪)                                    | No Time For You                                        | Synth Pop                                              | Zhang Yuge                                             | 4/5                                                    | 13                                                     | 103                                                    |
| No Company (不奉陪)                                    | No Time For You                                        | Synth Pop                                              | Xu Yang Yuzhuo                                         | 6                                                      | 7                                                      | 103                                                    |
| No Company (不奉陪)                                    | No Time For You                                        | Synth Pop                                              | Ge Xinyi                                               | 7                                                      | 5                                                      | 103                                                    |
| Non Daily Revelry (非日常狂欢)                         | Bunches Honey                                          | EDM                                                    | Kong Xueer                                             | 3                                                      | 30                                                     | 198                                                    |
| Non Daily Revelry (非日常狂欢)                         | Bunches Honey                                          | EDM                                                    | Jin Zihan                                              | 5                                                      | 21                                                     | 198                                                    |
| Non Daily Revelry (非日常狂欢)                         | Bunches Honey                                          | EDM                                                    | Sun Rui                                                | 7                                                      | 8                                                      | 198                                                    |
| Non Daily Revelry (非日常狂欢)                         | Bunches Honey                                          | EDM                                                    | Xie Keyin                                              | 4                                                      | 22                                                     | 198                                                    |
| Non Daily Revelry (非日常狂欢)                         | Bunches Honey                                          | EDM                                                    | Xu Jiaqi                                               | 2                                                      | 43                                                     | 198                                                    |
| Non Daily Revelry (非日常狂欢)                         | Bunches Honey                                          | EDM                                                    | Yu Shuxin                                              | 1                                                      | 58                                                     | 198                                                    |
| Non Daily Revelry (非日常狂欢)                         | Bunches Honey                                          | EDM                                                    | Zhao Xiaotang                                          | 6                                                      | 16                                                     | 198                                                    |
| Lion                                                   | Purple Lion                                            | Pop                                                    | Liu Yuxin                                              | 1                                                      | 183                                                    | 331                                                    |
| Lion                                                   | Purple Lion                                            | Pop                                                    | An Qi                                                  | 3                                                      | 26                                                     | 331                                                    |
| Lion                                                   | Purple Lion                                            | Pop                                                    | Shangguan Xiai                                         | 4                                                      | 12                                                     | 331                                                    |
| Lion                                                   | Purple Lion                                            | Pop                                                    | Chen Jue                                               | 7                                                      | 6                                                      | 331                                                    |
| Lion                                                   | Purple Lion                                            | Pop                                                    | Yu Yan                                                 | 2                                                      | 83                                                     | 331                                                    |
| Lion                                                   | Purple Lion                                            | Pop                                                    | Dai Meng                                               | 5                                                      | 11                                                     | 331                                                    |
| Lion                                                   | Purple Lion                                            | Pop                                                    | Wang Chengxuan                                         | 6                                                      | 10                                                     | 331                                                    |
| Light Orange Island (浅橘色孤岛)                       | Light Orange Is~ land                                  | R&B                                                    | Zhang Yu                                               | 1/2                                                    | 12                                                     | 70                                                     |
| Light Orange Island (浅橘色孤岛)                       | Light Orange Is~ land                                  | R&B                                                    | Xu Xinwei                                              | 3/4                                                    | 11                                                     | 70                                                     |
| Light Orange Island (浅橘色孤岛)                       | Light Orange Is~ land                                  | R&B                                                    | Zuo Zhuo                                               | 7                                                      | 6                                                      | 70                                                     |
| Light Orange Island (浅橘色孤岛)                       | Light Orange Is~ land                                  | R&B                                                    | Xu Ziyin                                               | 3/4                                                    | 11                                                     | 70                                                     |
| Light Orange Island (浅橘色孤岛)                       | Light Orange Is~ land                                  | R&B                                                    | Duan Yixuan                                            | 5/6                                                    | 9                                                      | 70                                                     |
| Light Orange Island (浅橘色孤岛)                       | Light Orange Is~ land                                  | R&B                                                    | Dai Yanni                                              | 5/6                                                    | 9                                                      | 70                                                     |
| Light Orange Island (浅橘色孤岛)                       | Light Orange Is~ land                                  | R&B                                                    | Song Xinran                                            | 1/2                                                    | 12                                                     | 70                                                     |
| Knock Knock (敲敲)                                     | 7 Plus 7                                               | Ballad                                                 | Lin Fan                                                | 1                                                      | 13                                                     | 48                                                     |
| Knock Knock (敲敲)                                     | 7 Plus 7                                               | Ballad                                                 | Zhu Linyu                                              | 3-5                                                    | 6                                                      | 48                                                     |
| Knock Knock (敲敲)                                     | 7 Plus 7                                               | Ballad                                                 | Cai Zhuoyi                                             | 7                                                      | 3                                                      | 48                                                     |
| Knock Knock (敲敲)                                     | 7 Plus 7                                               | Ballad                                                 | Mo Han                                                 | 3-5                                                    | 6                                                      | 48                                                     |
| Knock Knock (敲敲)                                     | 7 Plus 7                                               | Ballad                                                 | Zhang Chuhan                                           | 2                                                      | 9                                                      | 48                                                     |
| Knock Knock (敲敲)                                     | 7 Plus 7                                               | Ballad                                                 | Fu Ruqiao                                              | 6                                                      | 5                                                      | 48                                                     |
| Knock Knock (敲敲)                                     | 7 Plus 7                                               | Ballad                                                 | Lin Xiaozhai                                           | 3-5                                                    | 6                                                      | 48                                                     |

| Classificação de 'Avaliação de música tema' | Classificação de 'Avaliação de música tema' | Classificação de 'Avaliação de música tema' |
| Nome                                        | Classificação                               | Número de votos                             |
| ------------------------------------------- | ------------------------------------------- | ------------------------------------------- |
| Liu Yuxin                                   | 1                                           | 200183                                      |
| Yu Yan                                      | 2                                           | 50083                                       |
| An Qi                                       | 3                                           | 50026                                       |
| Shangguan Xiai                              | 4                                           | 50012                                       |
| Dai Meng                                    | 5                                           | 50011                                       |
| Wang Chengxuan                              | 6                                           | 50010                                       |
| Chen Jue                                    | 7                                           | 50006                                       |
| Yu Shuxin                                   | 8                                           | 58                                          |
| Xu Jiaqi                                    | 9                                           | 43                                          |
| Lu Keran                                    | 10                                          | 32                                          |
| Kong Xueer                                  | 11                                          | 30                                          |
| Xie Keyin                                   | 12                                          | 22                                          |
| Jin Zihan                                   | 13                                          | 21                                          |
| Nai Wan                                     | 14                                          | 19                                          |
| Zhao Xiaotang                               | 15                                          | 16                                          |
| Zeng Keni                                   | 16                                          | 14                                          |
| Lin Fan                                     | 17                                          | 13                                          |
| Liu Lingzi                                  | 17                                          | 13                                          |
| Zhang Yuge                                  | 17                                          | 13                                          |
| Song Xinran                                 | 20                                          | 12                                          |
| Zhang Yu                                    | 20                                          | 12                                          |
| Xu Xinwen                                   | 22                                          | 11                                          |
| Xu Ziyin                                    | 22                                          | 11                                          |
| Dai Yanni                                   | 24                                          | 9                                           |
| Duan Yixuan                                 | 24                                          | 9                                           |
| Zhang Chuhan                                | 24                                          | 9                                           |
| Sun Rui                                     | 27                                          | 8                                           |
| Xuyang Yuzhuo                               | 28                                          | 7                                           |
| Lin Xiaozhai                                | 29                                          | 6                                           |
| Mo Han                                      | 29                                          | 6                                           |
| Zhu Linyu                                   | 29                                          | 6                                           |
| Zuo Zhuo                                    | 29                                          | 6                                           |
| Fu Ruqiao                                   | 33                                          | 5                                           |
| Ge Xinyi                                    | 33                                          | 5                                           |
| Chua Zhuoyi                                 | 35                                          | 3                                           |

### Missão 4: Apresentação em conjunto com mentor
Legenda
- Líder
- Center
- Líder & Center

| Música                     | Artista original | Mentor                                                            | Trainee        |
| -------------------------- | ---------------- | ----------------------------------------------------------------- | -------------- |
| Good Night Song + YES! OK! | Ella Chen        | Ella                                                              | Chen Jue       |
| Good Night Song + YES! OK! | Ella Chen        | Ella                                                              | Cai Zhuoyi     |
| Good Night Song + YES! OK! | Ella Chen        | Ella                                                              | Fu Ruqiao      |
| Good Night Song + YES! OK! | Ella Chen        | Ella                                                              | Sun Rui        |
| Good Night Song + YES! OK! | Ella Chen        | Ella                                                              | Yu Yan         |
| Good Night Song + YES! OK! | Ella Chen        | Ella                                                              | Zhang Yu       |
| I'm Not Yours              | Jolin Tsai       | Lisa                                                              | Jin Zihan      |
| I'm Not Yours              | Jolin Tsai       | Lisa                                                              | Kong Xueer     |
| I'm Not Yours              | Jolin Tsai       | Lisa                                                              | Liu Yuxin      |
| I'm Not Yours              | Jolin Tsai       | Lisa                                                              | Lu Shuxin      |
| I'm Not Yours              | Jolin Tsai       | Lisa                                                              | Lu Keran       |
| I'm Not Yours              | Jolin Tsai       | Lisa                                                              | Zeng Kenni     |
| Lover                      | Cai Xukun        | Kun                                                               | An Qi          |
| Lover                      | Cai Xukun        | Kun                                                               | Ge Xinyi       |
| Lover                      | Cai Xukun        | Kun                                                               | Liu Lingzi     |
| Lover                      | Cai Xukun        | Kun                                                               | Xu Jiaqi       |
| Lover                      | Cai Xukun        | Kun                                                               | Xu Xinwen      |
| Lover                      | Cai Xukun        | Kun                                                               | Xu Yang Yuzhuo |
| Never Give Up              | Silence Wang     | Silence Wang                                                      | Dai Meng       |
| Never Give Up              | Silence Wang     | Silence Wang                                                      | Duan Yixuan    |
| Never Give Up              | Silence Wang     | Silence Wang                                                      | Mo Han         |
| Never Give Up              | Silence Wang     | Silence Wang                                                      | Xie Keyin      |
| Never Give Up              | Silence Wang     | Silence Wang                                                      | Xu Ziyin       |
| Never Give Up              | Silence Wang     | Silence Wang                                                      | Zhao Xiaotang  |
| No Need To Guess           | Jony J           | Jony J                                                            | Lin Fan        |
| No Need To Guess           | Jony J           | Jony J                                                            | Nai Wan        |
| No Need To Guess           | Jony J           | Jony J                                                            | Wang Chengxuan |
| No Need To Guess           | Jony J           | Jony J                                                            | Zhang Chuhan   |
| It's OK                    | Nine percent     | Integrantes do Nine percent (Wang Ziyi, Zhu Zhengting e Xiao Gui) | Dai Yanni      |
| It's OK                    | Nine percent     | Integrantes do Nine percent (Wang Ziyi, Zhu Zhengting e Xiao Gui) | Lin Xiaozhai   |
| It's OK                    | Nine percent     | Integrantes do Nine percent (Wang Ziyi, Zhu Zhengting e Xiao Gui) | Shangguan Xiai |
| It's OK                    | Nine percent     | Integrantes do Nine percent (Wang Ziyi, Zhu Zhengting e Xiao Gui) | Song Xinran    |
| It's OK                    | Nine percent     | Integrantes do Nine percent (Wang Ziyi, Zhu Zhengting e Xiao Gui) | Zhang Yuge     |
| It's OK                    | Nine percent     | Integrantes do Nine percent (Wang Ziyi, Zhu Zhengting e Xiao Gui) | Zhu Linyu      |
| It's OK                    | Nine percent     | Integrantes do Nine percent (Wang Ziyi, Zhu Zhengting e Xiao Gui) | Zuo Zhuo       |

### Missão 5: Avaliação da etapa final
Legenda
- Center

| Música       | Posição               | Trainee        |
| ------------ | --------------------- | -------------- |
| Hunt         | Vocalista principal   | Jin Zihan      |
| Hunt         | Vocalista de apoio 1  | Lu Keran       |
| Hunt         | Vocalista de apoio 2  | Liu Lingzi     |
| Hunt         | Vocalista de apoio 3  | Xu Ziyin       |
| Hunt         | Vocalista de apoio 4  | Sun Rui        |
| Hunt         | Vocalista de apoio 5  | Dai Yanni      |
| Hunt         | Vocalista de apoio 6  | Yu Shuxin      |
| Hunt         | Vocalista de apoio 7  | An Qi          |
| Hunt         | Rapper 1              | Xu Jiaqi       |
| Hunt         | Rapper 2              | Zhao Xiaotang  |
| A Little Bit | Vocalista principal 1 | Yu Yan         |
| A Little Bit | Vocalista principal 2 | Liu Yuxin      |
| A Little Bit | Vocalista de apoio 1  | Wang Chengxuan |
| A Little Bit | Vocalista de apoio 2  | Shangguan Xiai |
| A Little Bit | Vocalista de apoio 3  | Song Xinran    |
| A Little Bit | Vocalista de apoio 4  | Zeng Keni      |
| A Little Bit | Vocalista de apoio 5  | Dai Meng       |
| A Little Bit | Vocalista de apoio 6  | Nai Wan        |
| A Little Bit | Rapper 1              | Kong Xueer     |
| A Little Bit | Rapper 2              | Xie Keyin      |

## Eliminações
| Participantes                             | Participantes                          | Participantes                                | Participantes                          | Participantes                        |
| ----------------------------------------- | -------------------------------------- | -------------------------------------------- | -------------------------------------- | ------------------------------------ |
| Xin Liu / Liu Yuxin (刘雨昕)              | Esther Yu / Yu Shuxin (虞书欣)         | Kiki Xu / Xu Jiaqi (许佳琪)                  | Yan Yu / Yu Yan (喻言)                 | Shaking / Xie Keyin (谢可寅)         |
| Babymonster An / An Qi (安崎)             | Xiaotang Zhao / Zhao Xiaotang (赵小棠) | Snow Kong / Kong Xueer (孔雪儿)              | K Lu / Lu Keran (陆柯燃)               | NINEONE / Nai Wan (乃万)             |
| Aria Jin / Jin Zihan (金子涵)             | Sharon Wang / Wang Chengxuan (王承渲)  | Frhanm Shangguan / Shangguan Xiai (上官喜爱) | Lingzi Liu / Liu Lingzi (刘令姿)       | Roada Xu / Xu Ziyin (徐紫茵)         |
| Xinran Song / Song Xinran (宋昕冉)        | Diamond / Dai Meng (戴萌)              | Flora Dai / Dai Yanni (戴燕妮)               | Three / Sun Rui (孙芮)                 | Jenny Zeng / Zeng Keni (曾可妮)      |
| Hana Lin / Lin Xiaozhai (林小宅)          | Joey Chua / Cai Zhuoyi (蔡卓宜)        | Jue Chen / Chen Jue (陈珏)                   | Bunny Zhang / Zhang Chuhan (张楚寒     | Meddhi Fu / Fu Ruqiao (傅如乔)       |
| Eliwa Xu / Xu Yang Yuzhuo (许杨玉琢)      | Marco Lin / Lin Fan (林凡)             | DDD / Duan Yixuan (段艺璇)                   | Xinwen Xu / Xu Xinwen (许馨文)         | Juicy Zuo / Zuo Zhuo (左卓)          |
| Tako Zhang / Zhang Yuge (张语格)          | Yu Zhang / Zhang Yu (张钰)             | Momo / Mo Han (莫寒)                         | Bubble Zhu / Zhu Linyu (朱林雨)        | Gia Ge / Ge Xinyi (葛鑫怡)           |
| Yan Xia / Xia Yan (夏研)                  | Yvonne Wang / Wang Qing (王清)         | Ruohang Feng / Feng Ruohang (冯若航)         | Qinyuan Fei / Fei Qinyuan (费沁源)     | NaHo / Qi Sui (七穗)                 |
| Ju Chen / Chen Pinxuan (陈品瑄)           | GoGo Gou / Gou Xueying (勾雪莹)        | Air Su / Su Shanshan (苏杉杉)                | Victoria Li / Li Yichen (李依宸)       | Kay Song / Song Zhaoyi (宋昭艺)      |
| Vivi Chen / Chen Xinwei (陈昕葳)          | Shujun Ma / Ma Shujun (马蜀君)         | Zoe Wang / Wang Xinyu (王欣宇)               | Luna Qin / Qin Niu Zhengwei (秦牛正威) | Vicky Wei / Wei Chen (魏辰)          |
| Anne Hu / Hu Xinyin (胡馨尹)              | Jessie Fu / Fu Yaning (符雅凝)         | Yennis Huang / Huang Xinyuan (黄欣苑)        | Zizi Xu / Xu Zhenzhen (徐轸轸)         | Xiaowei Duan / Duan Xiaowei (段小薇) |
| Handong / Han Dong (韩东)                 | Sunny Jin / Jin Yangyang (靳阳阳)      | Ranee Wang / Wang Wanchen (王婉辰)           | Monster Sun / Sun Meinan (孙美楠)      | Menglu Zhang / Zhang Menglu (张梦露) |
| Aurora / Wang Mengyu (王梦妤)             | Pumpkin Xu / Xu Baiyi (徐百仪)         | Yeong Quan / Quan Xiaoying (权笑迎)          | Huibo Lin / Lin Huibo (林慧博)         | Ziyi Du / Du Ziyi (杜紫怡)           |
| Qinrou Su / Su Qinrou (粟钦柔)            | Sophia Wang / Wang Shuhui (王姝慧)     | Eileen / Ai Lin (艾霖)                       | Kiki Wei / Wei Qiqi (魏奇奇)           | Eva Yao / Yao Yifan (姚依凡)         |
| Jennifer Zhou / Zhou Ziqian (周梓倩)      | ET / Yang Yutong (杨宇彤)              | Manxin Cheng / Cheng Manxin (程曼鑫)         | Rio Wang / Wang Rui (汪睿)             | Yaoyao Wang / Wang Yaoyao (王瑶瑶)   |
| Qing Shen / Shen Qing (申清)              | Yu Shen / Shen Yu (申玉)               | Jie Shen / Shen Jie (申洁)                   | Hamy He / He Meiyan (何美延)           | Uah Liu / Liu Yanan (刘亚楠)         |
| Aishah / A Yisha (阿依莎)                 | Poppy Liu / Liu Haihan (刘海涵)        | Tonkey / Tang Keyi (唐珂伊)                  | Yealy Wang / Wang Yale (王雅乐)        | Kelly Lin / Lin Weixi (林韦希)       |
| Jacqueline Zhang / Zhang Tianxin (张天馨) | Nikita Huang / Huang Yiming (黄一鸣)   | Yuni Xiong / Xiong Yuqing (熊钰清)           | Milla / Mi La (米拉)                   | Seven Zou / Zou Siyang (邹思扬)      |
| Gia Jin / Jin Jiya (金吉雅)               | BeeBee Huang / Huang Xiaoyun (黄小芸)  | Shuyu Wei / Wei Shuyu (未书羽)               | Lynn Zhou / Zhou Lincong (周琳聪)      | Yichen Zha / Zha Yichen (查祎琛)     |
| Joy / Zhuoyi Namu (卓依娜姆)              | Kuliko Shen / Shen Ying (沈莹)         | Verlina Mo / Mo Yao (墨谣)                   | Shirley / Wen Zhe (文哲)               | Jane Wang / Wang Siyu (王思予)       |
| Lil Reta / Fu Jia (符佳)                  | Dolly Zhang / Zhang Luofei (张洛菲)    | Hazel Chen / Chen Yiwen (陈艺文)             | Sheen Wang / Wang Xinming (王心茗)     | Theia Zheng / Zheng Yuxin (郑玉歆)   |
| Thea / Xi Ya (希娅)                       | Ree Ai / Ai Yiyi (艾依依)              | Bing Shen / Shen Bing (申冰)                 | Bobo Li / Li Xining (李熙凝)           |                                      |

## Discografia

### Singles
| Título               | Detalhes do álbum                                                              |
| -------------------- | ------------------------------------------------------------------------------ |
| Youth With You 2 OST | - Lançamento: 17 de março de 2020 - Língua: Mandarim Track listing 1. YES! OK! |

## Produção
Por conta da pandemia do COVID-19, o local de gravação, Guangdong, foi fechado e a filmagem foi parada desde 22 de janeiro.
Juntamente de Cai XuKun e Jony J, 5 garotas —Kiki Xu, Frhanm Shangguan, Babymonster An, Snow Kong e Yvonne Wang — participaram de promoções do Youth With You no programa Happy Camp no episódio do dia 29 de fevereiro.

## Controversia
No dia 25 de março, um homem que se dizia o namorado da Shen Bing fez uma postagem dizendo que vinha se encontrando com ela desde setembro de 2019 e escondeu seu casamento dela. De acordo com ele, Shen Bing fez ameaças á sua esposa. Posteriormente, Shen Bing deixou o programa, afirmando que não tinha conhecimento de seu casamento, contradizendo o que seu namorado havia dito.